# Artpop
Artpop —estilizado en mayúsculas— es el tercer álbum de estudio de la cantante y compositora estadounidense Lady Gaga, lanzado el 6 de noviembre de 2013 en Japón y mundialmente el 11 del mismo mes bajo el sello discográfico Interscope Records. Gaga compuso y produjo todas las canciones del disco, con apoyo adicional de DJ White Shadow, Zedd, Madeon, entre otros. A diferencia de sus álbumes previos, hubo una ausencia del productor RedOne, quien solo coescribió una canción y por primera vez Gaga trabajó con David Guetta y will.i.am, así como con T.I., R. Kelly, Twista y Too $hort. En lo que concierne a sonido, el disco toca principalmente los géneros pop y dance, además de poseer elementos e influencias del rock, el rap, el new wave, el dubstep, el funk, el R&B y otros derivados. Por otra parte, su contenido lírico abarca varios temas como el amor, el abuso de sustancias, la sexualidad, el feminismo, el arte y la fama, asimismo aluden a la astrología, así como a la mitología griega y romana. Artpop ha sido descrito por Gaga como «una celebración de Born This Way».
De acuerdo con Metacritic, contó con reseñas positivas en su mayoría y acumuló un total de 61 puntos de 100 sobre la base de los comentarios recopilados, mientras que en AnyDecentMusic? tuvo una calificación promedio de 6.0 sobre 10. Varios críticos alabaron canciones como «G.U.Y.», «Do What U Want» y «Gypsy»; pero desaprobaron otras como «Donatella» y «Jewels n' Drugs». Asimismo, notaron cierta similitud con los discos previos de la cantante. Por otro lado, Artpop contó una recepción comercial favorable, ya que llegó a ser número 1 en ventas en Austria, los Estados Unidos, Japón, el Reino Unido y otros países. Además, alcanzó las primeras diez en veintidós territorios, entre los que destacan Alemania, China, España, Francia e Italia. Gracias a sus ventas, recibió discos de oro y platino en lugares como Canadá, Estados Unidos, México y Suecia. De acuerdo con la IFPI, solo en el 2013 fueron vendidos 2,3 millones de ejemplares del álbum mundialmente, y posteriormente para mediados de 2014 llegó a la cifra de 2.5; no obstante, Artpop generó cierta polémica entre los medios y los seguidores de la cantante al querer determinar si se le podía considerar un «fracaso» o no debido a las bajas ventas que tuvo comparadas con los trabajos previos de Gaga.
Como parte de su promoción, se lanzaron «Applause», «Do What U Want» y «G.U.Y.» como sencillos oficiales, mientras que «Venus» y «Dope» sirvieron como promocionales. Los dos primeros contaron con una recepción comercial favorable, dado que ambos alcanzaron las diez primeras posiciones de las listas de éxitos de numerosos países, además de recibir variedad de discos de plata, oro y platino por sus ventas. Por otra parte, «G.U.Y.», «Venus» y «Dope» no lograron una recepción tan favorable, a pesar de haber entrado en algunos listados musicales. A fin de promover el álbum alrededor del mundo, la cantante también dio inicio a su Artrave: The Artpop Ball Tour, que visitó varias ciudades de Asia, Europa, Norteamérica y Oceanía. La gira recaudó más de 80 millones de dólares y obtuvo reseñas favorables en su mayoría por parte de la crítica. Esto la convirtió en la octava gira más exitosa de 2014 y segunda encabezada por una solista femenina. Adicionalmente, Gaga actuó en distintos festivales musicales y programas de televisión de todo el mundo, al mismo tiempo interpretó algunas canciones en su primera residencia de conciertos, Lady Gaga Live at Roseland Ballroom.
Los lectores de Billboard y Metacritic votaron al álbum como el mejor de 2013, mientras que PopJustice y Digital Spy también lo incluyeron en sus listados de los mejores lanzamientos del mismo año. Asimismo, Artpop ganó como el mejor álbum internacional en los Japan Gold Disc Awards de 2014, mientras que «Applause» ganó como mejor vídeo pop en los MTV Video Music Awards Japan, además de recibir reconocimientos especiales por parte de VEVO y ASCAP. Haciendo referencia a las múltiples críticas y a las bajas ventas del álbum, el crítico Robert Christgau lo nombró «el álbum más subestimado de 2013».

## Antecedentes y desarrollo

### Composición y grabación

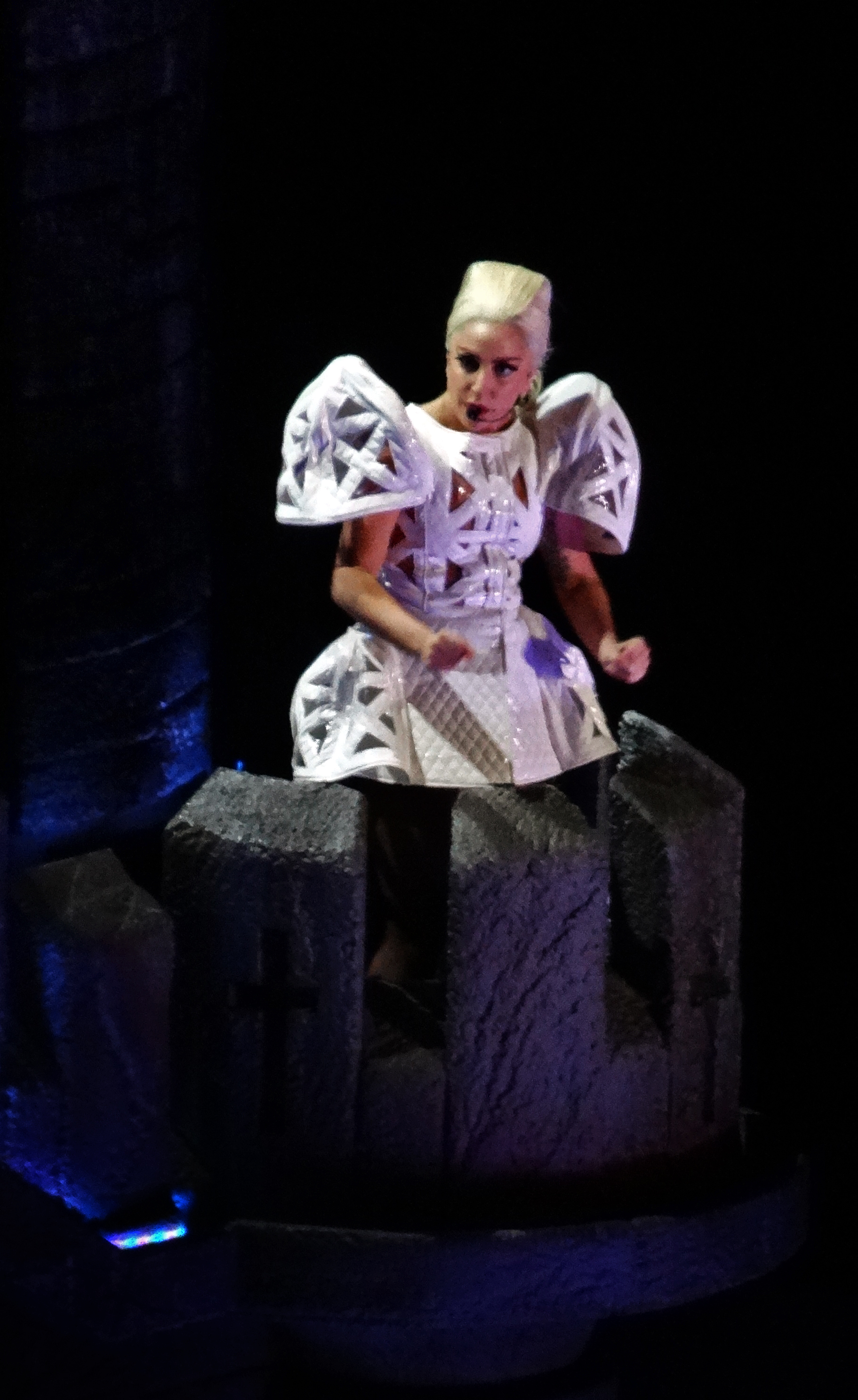
Buena parte de Artpop se trabajó mientras la cantante viajaba alrededor del mundo con su gira The Born This Way Ball

A finales de 2011, Gaga dio una entrevista a MTV donde comentó que ya se encontraba componiendo canciones para su nuevo álbum junto a Fernando Garibay y añadió que ambos planeaban «superar a Born This Way», su anterior trabajo. Por su parte, Garibay reveló que ya tenían varias canciones «increíbles» listas y que, a pesar de que Gaga se encontraría viajando por el mundo debido a su gira The Born This Way Ball, esto no iba a detener el proceso de grabación del nuevo material. Asimismo, DJ White Shadow, quien también produjo varios temas de Born This Way, dijo que estaría dispuesto a «dejar todo» con tal de trabajar con la cantante otra vez y expresó:

Quiero tratar de ser lo más cercano a ella como sea posible, de esa forma no tendré que levantarme a las 4 de la mañana para volar a Los Ángeles, Japón o donde sea que ella esté comenzando a hacer cosas [...] Sé que le gusta escribir en el camino, así que tal vez haga un nuevo álbum durante la gira.

A mediados de agosto de 2012, Gaga dijo durante la interpretación de «Princess Die» en The Born This Way Ball que: «Siento que en el próximo álbum hay una falta de madurez». En otra entrevista con MTV en octubre de 2012, Zedd comentó que había escrito «un montón» de canciones, pero que no estaba seguro de si todas iban a ser de Gaga y continuó diciendo que si bien no había estado con la intérprete en ningún estudio de grabación, aún intercambian ideas. Sin dar muchos detalles, afirmó que ambos estaban disfrutando del proceso de grabación ya que les encanta hacer música y aseguró que estaba «muy centrado» en hacer canciones realmente buenas, así como en probar nuevos sonidos.
A principios de diciembre, aún de 2012, Gaga reveló que ya había terminado más de cincuenta canciones y que, aunque varias no estarían en el álbum, las editaría de alguna forma. Después, el 26 del mismo mes, anunció vía Twitter que estaba trabajando junto al fotógrafo Terry Richardson en un documental sobre su vida, la creación de Artpop y sus seguidores. Durante una conversación en su red social, describió al álbum como «muy arriesgado» y explicó que la tardanza del disco se debió a que no quería que otras personas compusieran sus canciones. Gaga expresó que:

Me siento tan mal. Sé que todos quieren matarme. ¡Pero nadie escribe canciones para mí! Cada tema que has escuchado de mí, lo he creado de la nada con mis amigos. Así que toma algo de tiempo. Nueva inspiración. Nuevos sonidos. Nuevas experiencias [...] Siento como que Artpop es lo que he estado haciendo desde The Fame (2008). Es lo que nos ha definido a mí y a mis seguidores y estamos reclamando la música como nuestra. Los amo tanto, chicos.

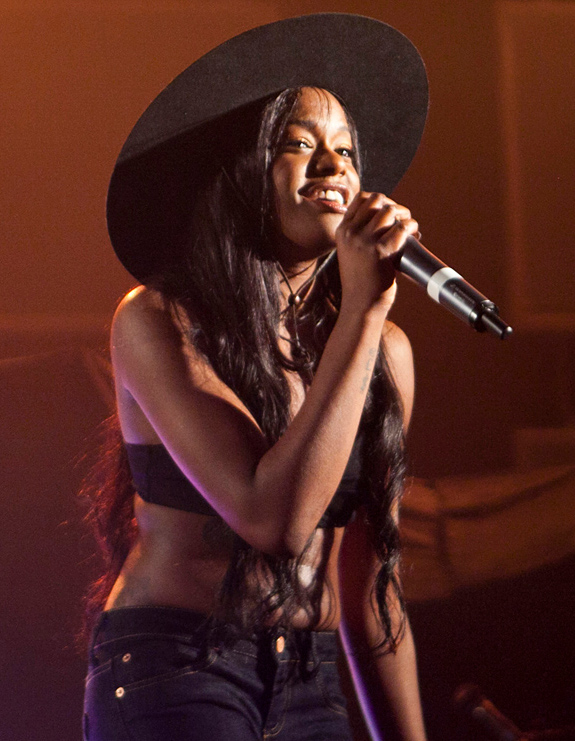
Si bien la rapera Azealia Banks trabajó dos colaboraciones para el álbum, ninguna figuró en el disco.

En cuanto a los artistas colaboradores, la rapera Azealia Banks afirmó en una entrevista con el canal brasileño Mix TV que había trabajado con la cantante en dos canciones, tituladas «Ratchet» y «Red Flame». Aseguró que no había tenido contacto con ella, sino que habían trabajado en ambas canciones a través de correo electrónico e Internet. Banks no dio más detalles acerca de las pistas, ya que prefirió que Gaga las lanzase cuando quisiese. Finalmente, tras revelarse la lista de canciones, las dos colaboraciones con Banks no figuraron en el disco. El 14 de junio de 2013, Zedd habló con Rolling Stone y reveló ciertos detalles sobre las canciones que produjo al decir que:

Estoy muy, muy emocionado porque la gente escuche lo que sucedió [...] Obviamente hay más ideas y canciones medio hechas, pero no estoy seguro de si ella querrá agregarlas al álbum. Esa decisión es toda suya [...] [Gaga] es increíble, porque no tiene que complacer a nadie, y ella es quien quiere ser [...] Su primera idea de cómo debemos acercarnos a la música era completamente abierta, nada es demasiado loco [...] Hacemos lo que queremos, y no tenemos que hacer una canción de tres minutos y treinta segundos solo para que se adapte a la radio [...] No tratamos de hacer un disco EDM, pero, al mismo tiempo, tampoco tratamos de no hacerlo [...] He hecho un montón de cosas que realmente están fuera de lo que suelo hacer. Hubo una canción que compuse a partir de lo que ella me dijo, como, diez palabras para describir una emoción, y luego tuve que convertirlo en música. Es una forma muy experimental de acercarse a la música.

A mediados de 2013, Gaga contactó a los raperos T.I., Too $hort y Twista para grabar una canción y durante una entrevista con MTV, revelaron que los versos fueron grabados por separado por distintas razones, principalmente por apretada agenda de los cuatro. Adicionalmente, T.I. comentó que Gaga estaba buscando distintos raperos para «capturar la esencia» que planeaba para el disco. Tras el lanzamiento de «Do What U Want», DJ White Shadow explicó a Chicago Tribune que él y Gaga compusieron esa canción durante la etapa europea del Born This Way Ball, pero tras haberla finalizado, quedaron insatisfechos con el resultado, por lo que contactaron a R. Kelly para que ayudase a complementarla. En diciembre de 2013, R. Kelly comentó a Billboard que disfrutó del proceso de grabación de la canción gracias al profesionalismo de la cantante.

### Lanzamiento y concepto
A principios de agosto de 2012, la intérprete se tatuó la palabra «ARTPOP» en su antebrazo, lo que provocó especulaciones acerca del título de su nuevo disco, y días después confirmó vía Twitter que sí era el nombre del álbum, pero se refirió a él como «un proyecto». Aunque, después dijo a Ryan Seacrest que en realidad el título del álbum surgió exactamente tres días después de haberse lanzado Born This Way. Su lanzamiento oficial estaba programado para septiembre de 2012, pero se aplazó para 2013 y Gaga reveló en su red social que el álbum estaría en las tiendas antes de la primavera del hemisferio norte. Pidió además que su título fuera escrito solo con letras mayúsculas; por lo que el álbum fue vendido, distribuido y promocionado como ARTPOP alrededor del mundo.
A finales de octubre aún de 2012, expresó que estaba considerando dividir el disco en dos volúmenes, uno para las canciones «comerciales» y otro para las «experimentales». Continuó diciendo que era «un poco más moderno», y no sabía si la radio «estaría lista» para ello. Añadió que la idea de dividirlo provino a raíz de que no podía decidirse entre las canciones que figurarían en él, por lo que preferiría tener un volumen para las pistas comerciales y reservar otro para las experimentales. Además, en caso de que esto ocurriese, los lanzamientos de ambos volúmenes tendrían aproximadamente seis meses de diferencia. El 17 de enero de 2013, Gaga realizó un videochat con cinco de sus admiradores vía Skype, donde contó que la tecnología sería «su principal aliada» para el álbum al explicar que:

Los mensajes de Artpop son más conceptuales, sobre lo que trata y ha tratado el arte y la cultura pop a través del tiempo. Born This Way fue más un movimiento social, y siempre será una parte de mí y de lo que haga en el futuro. Ahora mi interés está en cómo usar la tecnología para estar más y más cerca y justo por eso estoy haciendo esta videoconferencia.

El lanzamiento estaba previsto para marzo de 2013, pero Gaga tuvo que someterse a una cirugía por una fractura de su cadera, que conllevó a la cancelación de The Born This Way Ball y a un descanso indefinido. El 12 de julio de ese año, anunció a través de su red social Littlemonsters.com que Artpop se estrenaría el 11 de noviembre. Destacó que refleja musicalmente su proceso creativo que da como resultado la inspiración por la moda y la pasión por la música electrónica. Poco tiempo después, confirmó que el disco y la aplicación podrían preordenarse el 19 de agosto, debido a una «anticipación pública». Hablando con la radio KIIS FM, aseguró que Artpop en cuestión «no es un álbum, sino una noche en el club». Añadió que su intención principal era divertir y hacer pasar a todos un buen rato. Sobre ello, y también la decisión de colocar «Applause» como última canción, dijo:

«Applause» es la última canción [entre ellas]. La hemos liberado primero para que así tengan mucho tiempo para aprenderse la letra, así que cuando estés totalmente embriagado para el final del álbum, la primera vez que lo escuches, por lo menos sabrás cómo cantar la última canción.

El 10 de octubre, reveló la lista de canciones de la edición estándar tras unos días de retraso y explicó que la tardanza se debió a que aún no se había decidido qué canción ocuparía el número doce. Las pistas fueron anunciadas una por una a través de imágenes publicadas en Twitter por seguidores seleccionados por la cantante.

## Portada y embalaje

La portada del álbum posee recortes de la pintura El nacimiento de Venus (1486) de Boticelli

### Diseño y publicación
La portada de Artpop fue tomada y diseñada por el artista estadounidense Jeff Koons, quien había estado trabajando con la cantante en el concepto artístico del disco. El 7 de octubre de 2013, Gaga desveló la portada del disco mediante de un juego realizado con sus seguidores que consistía en que ellos utilizasen la etiqueta #iHeartARTPOP —esto en patrocinio a iHeartRadio— en Twitter para ir mostrando fragmentos que eran visibles en las pantallas del Times Square de Nueva York.
La portada es un collage que incluye recortes de la escultura Apolo y Dafne (1622-1625) y de la obra El nacimiento de Venus (Botticelli) (1486). Además muestra una estatua de la cantante usando una peluca rubia que se cubre los senos y sostiene una esfera metálica de color azul que tapa sus partes íntimas. Dicha esfera es la misma que usó durante su presentación en los MTV Video Music Awards de 2013. El único texto presente es «Lady Gaga» en color rosa y además el título del disco en blanco. Las primeras 500 000 copias físicas del álbum tienen el diseño original de Jeff Koons, el cual viene con papel color rosa brillante y color plata. El 8 de noviembre de 2013, en una entrevista con MTV, Koons habló acerca de todo el proceso que conllevó la creación de la portada, donde dijo:

La primera vez que vi a Gaga fue durante el baile anual del Museo Metropolitano de Arte [...] Después estuve con Miuccia Prada y Gaga se acercó para saludarla, comencé a hablarle y fue increíble. Ella me jaló y me dio un fuerte abrazo y me dijo: «Sabes, Jeff, he sido una gran fanática tuya, cuando era niña siempre iba al Central Park con mis amigos para hablar de tus obras» [...] Creo que a finales de la primavera de este año recibimos una llamada de Brandon Maxwell, amigo y estilista con quien Gaga trabaja. Él me dijo que tenían interés en que yo trabajara en el álbum [...] Ella fue y vio el espectáculo de bolas reflectantes que realicé este verano en la David Zwirner Gallery. Bajó algunos pisos y estuvo viendo algunas esculturas, especialmente la de Ariadna [...] Lo hermoso de ese trabajo fue la accesibilidad de la bola, esa bola reflectante que muchos tienen en sus patios como un símbolo de generosidad para sus vecinos, pero cuando te ves en ella sentirás esa trascendencia donde la bola se convierte en todo [...] Con la portada, quería a Gaga en ella como una escultura con una forma tridimensional y con la bola reflectante, porque esa bola se convierte en una especie de símbolo para todo [...] Pero no quería a Gaga tan aislada, por lo que en el fondo están Apolo y Dafne de Gian Lorenzo Bernini, esa es la obra donde Apolo persigue a Dafne y ella se convierte en un árbol. Apolo es el Dios de la música y donde sea que tocase música, él trascendería, cambiaría y se volvería más femenino. Y esa es la trascendencia que puedes experimentar con el arte y la vida. Tú puedes cambiar, tus posibilidades pueden cambiar, tus perímetros pueden cambiar [...] También hay partes triangulares de El nacimiento de Venus de Sandro Botticelli, por supuesto que representando a Gaga en el papel de Venus, la esencia continua de la energía vital y la búsqueda y el disfrute de la estética y la belleza».

El folleto del álbum, además de incluir los créditos y notas del mismo, posee distintas fotografías de Gaga posando desnuda con la esfera azul utilizada en la portada. También contiene imágenes de ilusiones ópticas, de la escultura Apolo y Dafne y de una de las esculturas usadas por Jeff Koons en la presentación de Gazing Ball realizada en la David Zwirner Gallery. Los colores predominantes son el blanco y el rosa. Adicionalmente, hay un agradecimiento especial a los productores y amigos más cercanos de la cantante, así como parte de su equipo técnico y creativo. Debido al contenido lírico de canciones como «Aura», «Sexxx Dreams», «Jewels n' Drugs», «Dope», «Do What U Want» y «Donatella», Artpop incluyó en su portada la etiqueta Parental Advisory, lo que supuso el primer álbum de Gaga en poseerla.

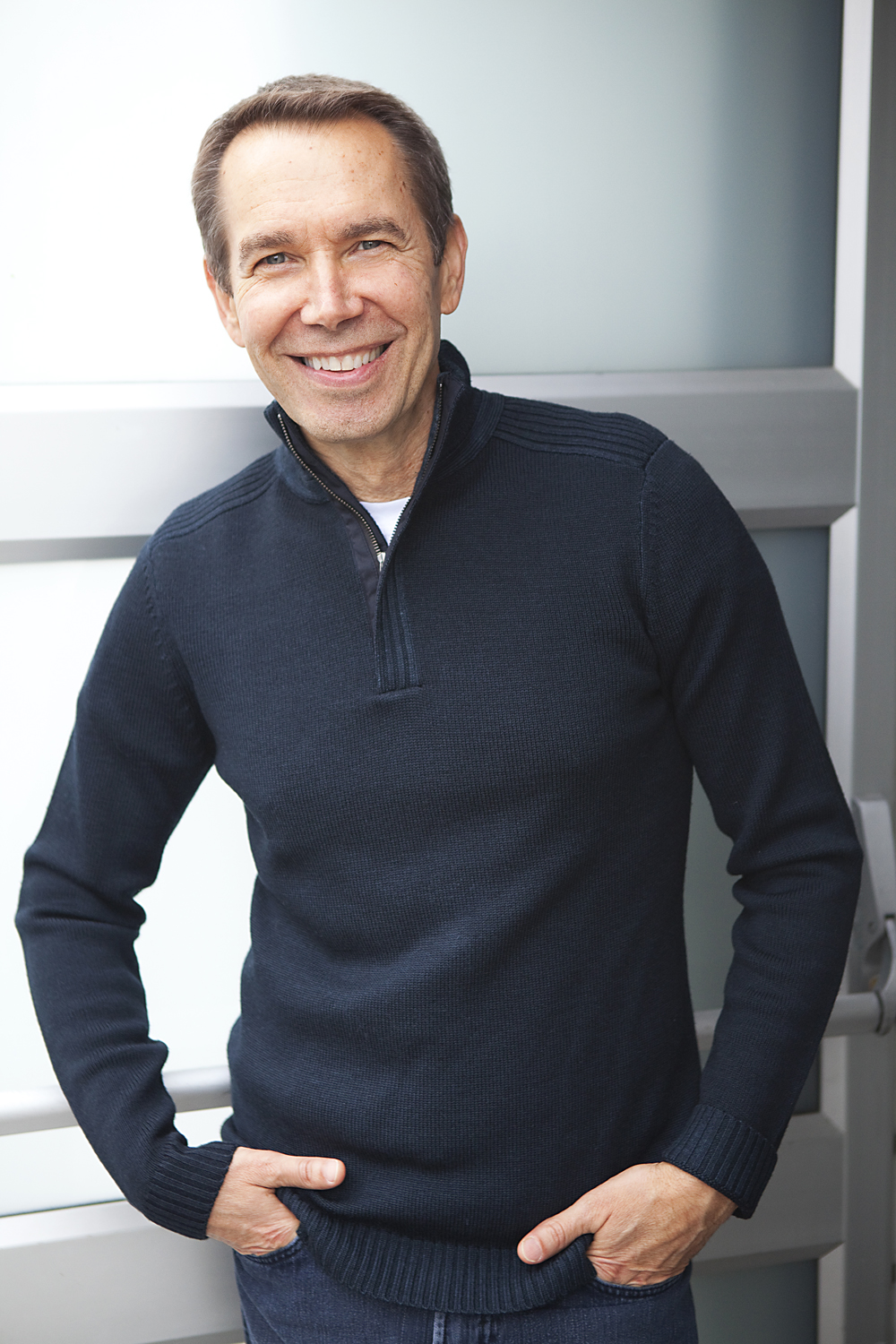
El artista Jeff Koons diseñó la portada del álbum

### Reseñas
La imagen recibió reseñas favorables e incluso elogios por parte de varios críticos de la cultura popular. El escritor Jason Lipshutz de Billboard escribió: «El "arte" en la frase "portadas de álbumes" rara vez destacó tanto desde que Lady Gaga se involucró». John Walker de MTV le otorgó una calificación perfecta de diez puntos sobre diez en arte, mientras que Haley Blum de USA Today resumió su crítica diciendo que con todo el collage, la intérprete «crea una traducción literal» de Artpop. Michael Cragg de The Guardian redactó un artículo llamado «Lady Gaga: cinco cosas que podemos aprender de la portada de su álbum Artpop», donde describió el trabajo como «una "expedición Warholiana en reversa" que pretende eliminar las líneas entre el arte y el pop». Por su parte, Bang Showbiz del periódico El Espectador dijo:

La apariencia plástica de Gaga, su completa desnudez y, desde luego, la postura con la que la cantante deleita a su público son solo algunos de los innumerables detalles con los que la diva del pop y el transgresor Jeff Koons lograrán suscitar un acalorado debate entre los límites de la expresión artística y la sexualidad pública.

Por su parte, Will Gompertz de la revista NME sostuvo que tipográficamente la portada tiene una nota de AA+ y visualmente AAA. Añadió que automáticamente se convirtió en una tapa clásica, y que si la revista realizase una lista de las 100 mejores del siglo XXI, estaría bastante alto. El escritor Gus Turnet del sitio web Complex la colocó en la vigésima cuarta posición de su conteo de las mejores portadas de 2013 y escribió que si bien la música del álbum no expresa mucho, su portada es todo lo contrario.

## Contenido musical

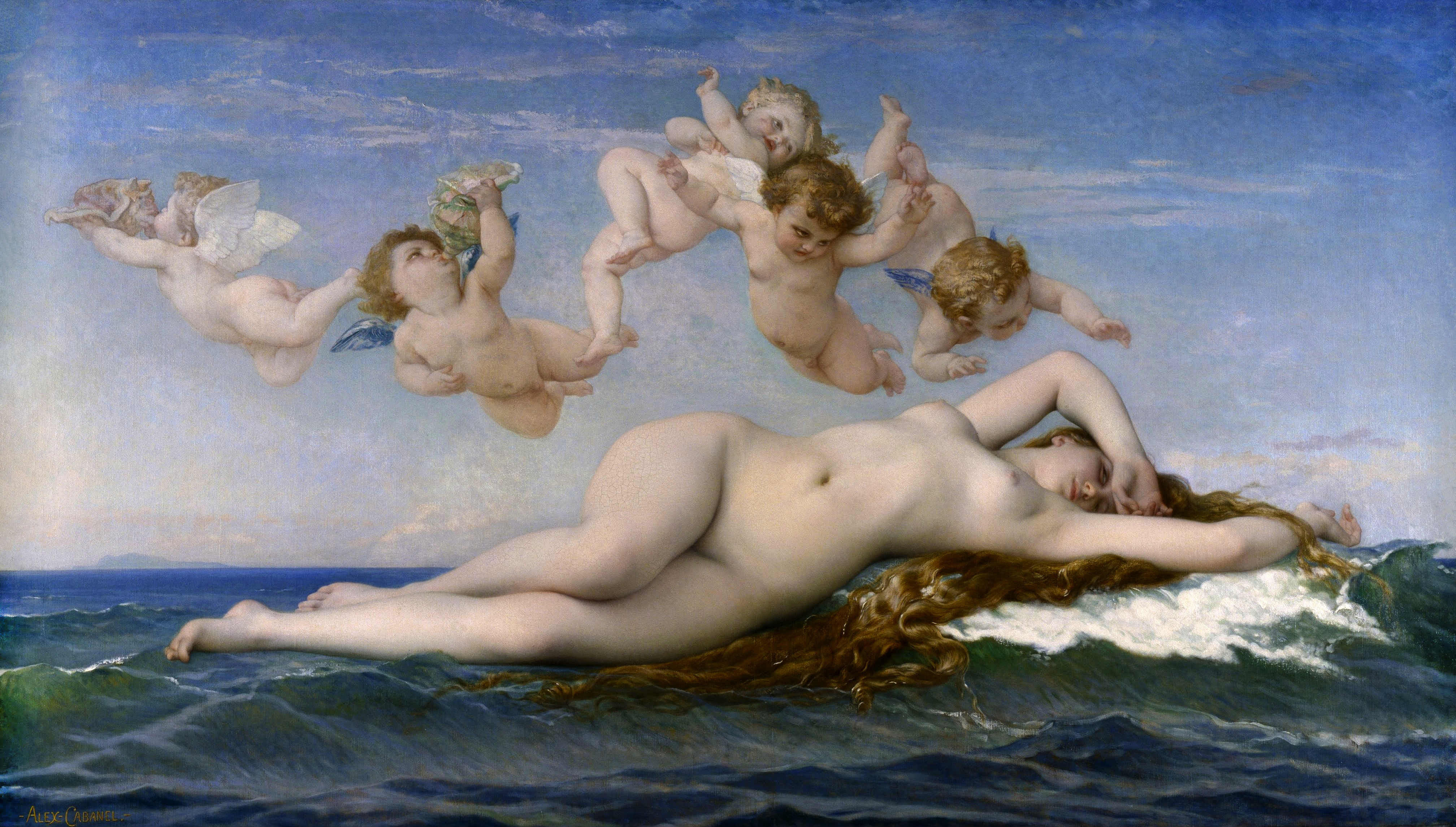
Varios dioses de la mitología griega y romana no solo influyeron en el diseño artístico-visual del álbum, sino también en el contenido de algunas canciones, especialmente Venus y Afrodita, diosas del amor, la belleza y la reproducción en sus respectivas mitologías

Musicalmente, Artpop abarca como principales géneros musicales el pop y el dance, aunque también presenta algunos derivados de estos, como el synth pop, el europop y el dubstep. Sus ritmos se ven influenciados mayormente por canciones de los años 1970 y 80. Gaga compuso y produjo todas las canciones del disco, en determinados casos recibiendo apoyo de Zedd, DJ White Shadow, Madeon, Nick Monson, Dino Zisis y otros compositores y productores. Los principales temas abarcados en las letras de las canciones son el amor, el abuso de sustancias y la sexualidad. En total, tanto la edición estándar como la edición de lujo constan de las mismas quince canciones.
El álbum comienza con «Aura», escrita y producida por Gaga, Zedd y el dúo israelí Infected Mushroom, canción que habla sobre cómo es vivir «detrás del aura». Según la intérprete, trata sobre varios temas, pero principalmente sobre la percepción que provoca en la gente por sus ideas creativas y estilo visual; también explicó que estos «velos» protegen su creatividad y que «mi aura en realidad es la manera en que me ocupo de mi locura». Cuenta con distorsiones vocales, risas descritas como «maníacas», influencias del dubstep, el new wave y la música musulmana y samples de una canción del dúo productor. Además, la canción, inicialmente llamada «Burqa», muestra similitudes con «Scheiße» de Born This Way (2011). El disco continúa con «Venus», pista que muestra una temática retrofuturista que abarca mitología, astrología y sexo, y habla sobre depositar fe en nuevos lugares y tener «sexo de la manera más mitológica». Se encuentra dentro del género synth pop-electropop, además que presenta elementos de la música disco ochentera y utiliza primordialmente sintetizadores y percusiones electrónicas, así como de un «fuerte» autotune. Implementa samples de la versión de «Rocket Number 9» de la banda francesa Zombie Zombie, originalmente de Sun Ra, y posee influencias de Michael Jackson y David Bowie. Fue producida por Gaga y Madeon, quienes también la escribieron junto con Dino Zisis, Nick Monson y DJ White Shadow.
Tanto la composición como la producción de «G.U.Y.» —abreviación de «Girl Under You»— estuvieron a cargo de la cantante y Zedd. Además de ser una canción pop con influencias del eurotechno, el europop y los sonidos 8-bit, presenta reminiscencias de antiguos temas de la intérprete como «Bad Romance», «Judas» y «Starstruck». «G.U.Y.» habla sobre tomar el rol sumiso en una relación y «sentirse cómodo con estar debajo porque eres lo bastante fuerte para saber que no necesitas estar arriba para saber que vales la pena». Gaga y DJ White Shadow escribieron «Sexxx Dreams» junto con Martin Bresso y William Grigahcine, y la produjeron con ayuda de Zisis y Monson. Es una canción R&B y disco con influencias de Prince y Daft Punk que habla sobre una fantasía sexual y un deseo tácito. A lo largo del tema, la cantante alterna sus técnicas vocales entre el canto y el habla; los versos cantados se dirigen a su pareja a su lado y los hablados, a la persona en la fantasía. La quinta canción del álbum es «Jewels n' Drugs», producida por Gaga, White Shadow, Monson, Zisis y escrita por los cuatro junto con el trío colaborador, los raperos T.I., Too $hort y Twista. Es una canción hip hop con fuertes influencias de la música trap que narra un «cuento sobre la adicción a la fama». Su letra es una «oda al amor por el tráfico de drogas» y muestra una estructura clásica para el rap.
La siguiente canción, «Manicure» —estilizada como «MANiCURE»— incluye gritos, palmadas, un «estribillo que se injerta en el cerebro del oyente» y arreglos funk para guitarra. Su letra ambigua es una «oda a las ventajas superficiales» y habla sobre renovarse física y espiritualmente para conquistar una persona o bien sobre «ser curada por un hombre en una forma sexual». Escrita por Zisis, Monson, Gaga y Blair, y producida por estos dos últimos, es un «himno upbeat de porristas» y presenta influencias de Gwen Stefani y su tema «Hollaback Girl». La canción pop tiene una base rock y abarca géneros musicales tales como el R&B y el heavy metal. Gaga y Blair produjeron «Do What U Want» y la compusieron con la ayuda de Bresso, Grigahcine y R. Kelly, quien también participa vocalmente en la pista. Es una canción synth pop y R&B que incluye un ritmo electrónico y funky, así como vibrantes sintetizadores ochenteros. Es directa líricamente y muestra que Gaga se dirige a sus detractores al declararles que sus pensamientos, sueños y sentimientos son solamente suyos sin importar lo que digan de su cuerpo. Para algunos críticos, los versos hablan sobre cómo la cantante no dejaría que afecten su «esencia» a pesar de que la gente pudiera abusar de su imagen. Algunos de los hechos que inspiraron su contenido fueron los rumores y las acusaciones de que Gaga era hermafrodita, obesa y drogadicta. Las varias comparaciones con las cantantes Madonna y Katy Perry, de acuerdo con algunos especialistas, también sirvieron como inspiración.
La cantante, Blair, Zisis y Monson escribieron y produjeron la pista homónima del álbum, una canción techno con una composición electrónica, un ritmo similar al de «Love You like a Love Song» (2011) de Selena Gomez & the Scene y una ambientación comparable con la del sencillo de 2001 de Kylie Minogue, «Can't Get You Out of My Head». La letra de «Artpop» habla sobre una declaración acerca de la subjetividad del arte y Gaga explicó que su letra era una metáfora sobre el amor y que pensó que, si sus admiradores y ella misma pudieran permanecer juntos como canta durante el estribillo, probablemente el arte y el pop también podrían. Musicalmente, «Swine» es una canción dubstep e industrial con leves influencias del rock and roll cuya letra ataca a un pretendiente al compararlo con un cerdo. La cantante grita y chilla a lo largo de la canción y repite su título una y otra vez después del estribillo con una voz intensa y emocional. Compuesta por Zisis, Monson, Blair y Gaga y producida por los dos últimos, la intérprete declaró que esta pista es una de las más personales en el disco, ya que habla sobre una de las más «problemáticas y desafiantes relaciones sexuales» que pasó. Gaga comenzó a componer la décima canción, «Donatella», con ayuda de Zedd sin saber bien de lo que trataba hasta que decidió escribirla sobre su amiga Donatella Versace; habla sobre sufrir una falta de comprensión pero burlarse de lo que los demás digan en lugar de «devolver el golpe». La describió como «una canción pop increíble y loca con ritmos electrónicos muy crecientes» sobre ser una mujer feroz que se enorgullece de sí misma: «Donatella, quizás sea un perra, quizás sea demasiado delgada, quizás sea demasiado rica, quizás esté muy fuera [de lugar]. O quizás sea brillante, quizás sea inteligente, quizás sea fuerte, quizás sea todo. Quizás sea Donatella».
La siguiente pista, producida por David Guetta, Giorgio Tuinfort, William Adams y la cantante y compuesta por todos ellos con ayuda de Blair, «Fashion!» es una canción dance con fuertes influencias de Daft Punk en su instrumentación que retrata el amor de la cantante por la ropa de alta costura. Con un ritmo muy setentero, su letra habla sobre «ser capaz de vestirte y sentir que posees el mundo». «Mary Jane Holland» fue compuesta y producida únicamente por Gaga y Madeon, y se trata de una canción synth pop que habla sobre consumir marihuana y simplemente «pasar un buen rato» con «Mary Jane Holland», un alter ego desarrollado por la cantante en su pasado. El tema contiene varios elementos como gritos, aplausos y variedad de sonidos pesados. En un principio titulada «I Wanna Be with You», «Dope» es una canción electrorock con elementos de una power ballad y una producción sencilla basada en la melodía de un piano y sintetizadores distantes que acentúan la voz de Gaga y la convierten en el punto central en la canción. Escrita por la cantante, Blair, Zisis y Monson y producida por ella y Rick Rubin, habla sobre el abuso de sustancias y un amor perdido y presenta una composición, además de contar con una producción similar a las de «Hair» (2011) y a las de «Stay» (2012) de Rihanna. Según la cantante, la pista es la «parte triste» de la historia de «Mary Jane Holland»; trata sobre cuando comenzó a desarrollar una adicción por esta droga y es una disculpa a sus seres queridos por haberles hecho pasar momentos difíciles. También explicó que es el «lugar donde la adrenalina se desploma» en el álbum.
Gaga comenzó a trabajar en la composición musical de «Gypsy» con RedOne y la terminó con ayuda de Leclercq y Blair y, por otro lado, ella y Madeon se encargaron de producirla. «Gypsy» es una canción europop y electropop con elementos de la música house y del rock clásico que utiliza un «cosquilleo de marfil para cantina» y un gancho precipitado. Su letra habla sobre «salir a la carretera, vivir, amar y aprender»; según la cantante, «esta canción es sobre viajar por el mundo y a veces sentirme muy, muy sola pero estar bien con estar sola porque tengo a mis admiradores y porque cuando llego a esos diferentes países cada día son mi hogar por solo un día». También habla sobre poder estar en una relación a distancia donde ambas personas están en sus propios viajes porque la clave de la relación es «mantenerse enamorados». La última canción de Artpop es «Applause», escrita por Gaga, White Shadow, Monson, Zisis, Bresso, Grigahcine, Julien Arias y Nicolas Mercier y producida por los dos primeros. Sobre esta pista, declaró:

«"Applause" es una canción muy significativa para mí, porque trata sobre lo que muchos piensan sobre las "celebridades" hoy, que nosotros "lo hacemos" por atención. Pero algunos de nosotros somos "artistas" en este grupo llamado "celebridad" y lo que creamos no vive a menos que exista una audiencia que lo recuerde. Así que puede que necesite su atención al principio, así puedo cantarles mi canción. Pero es el "aplauso" detrás lo que me permite saber si los he entretenido. El entretenimiento hace a la gente feliz, yo vivo por el "aplauso", para saber que esparcí eso. Vivo para oírlos animar, solo para ser parte de eso. Creo en el negocio del espectáculo. El "aplauso" es lo que cría eso que la gente ama. Cuando sé que los he hecho felices. Cuando sé que estuvo bien».

Asimismo, «Applause» presenta acrobacias vocales comparables con los trabajos de Annie Lennox con Eurythmics y los de David Bowie y su producción abarca géneros tales como el electropop y el eurodance. La canción regresa a Gaga a sus raíces pop y refleja el rendimiento de la era The Fame con abrasivos sintetizadores despegados. Su letra es un «beso de despedida para los críticos» sobre la alegría de ser una artista.

## Recepción

### Comentarios de la crítica
En general, Artpop contó con reseñas dispares por parte de los críticos musicales. Aunque la mayoría de estas fueron de carácter favorable. De acuerdo con Metacritic, acumuló un total de 61 puntos de 100 sobre la base de treinta reseñas profesionales que recibió. En AnyDecentMusic? tuvo una puntuación promedio de 6.0 sobre 10, mientras que en Kritiker.se, sitio que recopila críticas de Suecia, tiene una puntuación de 3.4 de 5, lo que indica «críticas dispares». El crítico Jim Farber de Daily News le otorgó tres estrellas de cinco y dijo que: «Fiel a su título, ARTPOP de Lady Gaga explota con el sonido y la acción». Si bien mostró su agrado por algunas canciones, comentó que el disco es «mucho más pop que arte». Jerry Shriver de USA Today lo calificó con tres puntos y medio de cuatro y señaló que el álbum es «sin duda implacable, pero eso no quiere decir que es constantemente entretenido». Finalizada su reseña de canción-por-canción, Shriver recomendó a sus lectores descargar «Venus», «Do What U Want», «Gypsy» y «Applause». Megan Downing de The Edge le colocó ocho puntos de diez y escribió que la única decaída son ciertas canciones con falta de emoción. Andy Gill de The Independent lo calificó con tres estrellas de cinco y dijo que «musicalmente, es más o menos la tarifa electro estándar moderna conocida por docenas de artistas como Kylie Minogue y Britney Spears». Gill alabó directamente «Swine» y recomendó a sus lectores descargarla junto a «Artpop» y «Do What U Want». Matt Bagwell de The Huffington Post le dio tres estrellas de cinco y expresó que musicalmente es realmente impredecible, además de mencionar «G.U.Y.» como su canción favorita. Sin embargo, expresó su desagrado por las letras deficientes que en ocasiones no tienen sentido aparente. Bree Gashparac de Take 40 aseguró que «a diferencia de muchos discos, ARTPOP es una fuerte combinación de diferentes sonidos, géneros y estilos». El escritor Jason Lipshutz de la revista Billboard habló positivamente de la evolución de la cantante desde «Just Dance» y además su forma de innovar. Como calificación, le otorgó 84 puntos de 100 y alabó varias canciones como «Do What U Want», «Manicure» y «Artpop». Cerró diciendo:

«Canalizando coherentemente el R&B, el techno, la música disco y el rock como una artista pop mientras habla sobre sexo, drogas, lujuria, Dios, fama y creatividad, Lady Gaga ofrece a los admiradores su álbum más diverso musical y líricamente hasta la fecha. ARTPOP es imperfecto, pero también lo es su creadora. Es un álbum complicado que debe ser aplaudido por su interpretación inspiradora, así como diciéndole a los seguidores que también está bien solo bailar».

Helen Brown de The Telegraph le otorgó cuatro estrellas de cinco y mostró su agrado por la variedad de géneros, aunque también señaló que si bien Gaga «no es totalmente original, al menos se divierte». Adam Markovitz de Entertainment Weekly destacó a «Dope» y «Gypsy» como las mejores canciones y comentó que: «Como pop, el álbum es un recorrido bien hecho y una gira entretenida de Gaga tratando de hacer buenos trucos. Pero como arte, se queda corto cuando se trata de su función básica: hacer una expresión». Markovitz cerró su crítica dándole una calificación de B —lo que en el método de evaluación estadounidense representa notable—. Sal Cinquemani de Slant Magazine habló positivamente de temas como «Artpop» y «Gypsy», pero no de otros como «G.U.Y.» y «Jewels n' Drugs». Inclusive, aseguró que «Gaga sigue siendo una estudiante de Madonna», además de haber comparado a «Fashion!» con «Holiday» y «Material Girl», ambas de Madonna. Concluyó otorgándole tres estrellas y media de cinco. Robert Copsey de Digital Spy lo calificó con cuatro estrellas de cinco y recomendó a los lectores del sitio descargar «G.U.Y.», «Sexxx Dreams», «Manicure» y «Gypsy». Copsey señaló que el concepto general del disco resulta «bastante confuso» y que además decae con canciones «difíciles de soportar» como «Swine» y «Jewels n' Drugs». Sin embargo, dijo que cuenta con varios momentos notables y que: «Si su misión era devolver el arte a la música pop, un género que con frecuencia se lleva la etiqueta de "sin alma", entonces ha tenido éxito». Por su parte, Adrian Thrills de Daily Mail lo nombró el disco de la semana del 7 de noviembre de 2013 y también lo calificó con tres estrellas de cinco. Sostuvo que el contenido lírico rara vez se aprecia y que se acerca más a ser de Stefani Germanotta que de Lady Gaga. Concluyó con que para tratarse de una cantante cuya mirada es «fuerte y de confrontación», Artpop es «bastante decepcionante». Dándole tres estrellas de cinco, Alexis Petridis de The Guardian resumió su reseña diciendo que «ciertamente hay algo de pop decente en el nuevo álbum de Lady Gaga, pero la parte del "arte" es difícil de discernir». Carl Neufville de Yahoo! le dio una nota de tres puntos de cinco y destacó a «Do What U Want», «Sexxx Dreams», «Fashion!», «Applause», «G.U.Y.», «Venus» y «Aura» como sus canciones favoritas. También escribió que:

«Sin darle mucha importancia, ARTPOP no es The Fame de ninguna manera, lo que no es necesariamente malo, en realidad es bastante bueno. Esto significa que Gaga se centra más en su propia visión artística y en la dirección que le gustaría para sus nuevos proyectos con la cabeza en alto para hacer frente a las siguientes radio tendencias [...] Dicho esto, al álbum le faltaron un par de cosas para mí, y las dos más grandes que podría señalar son que mientras escuchaba el contenido lírico, para mí era un poco aburrido y poco inspirador, y al mismo tiempo un poco monótono y carente de éxitos pegadizos que estuvieron en sus discos anteriores [...] ARTPOP es una experiencia musical agradable de escuchar y respeto el enfoque de Gaga por intentar añadir un nuevo enfoque a la música, independientemente de lo que sus críticos tienen que decir sobre el disco; está destinado a atender las necesidades de sus muchos little monsters y estoy seguro que es el tipo de álbum que han estado esperando para tener noticias de su ídolo por mucho tiempo».

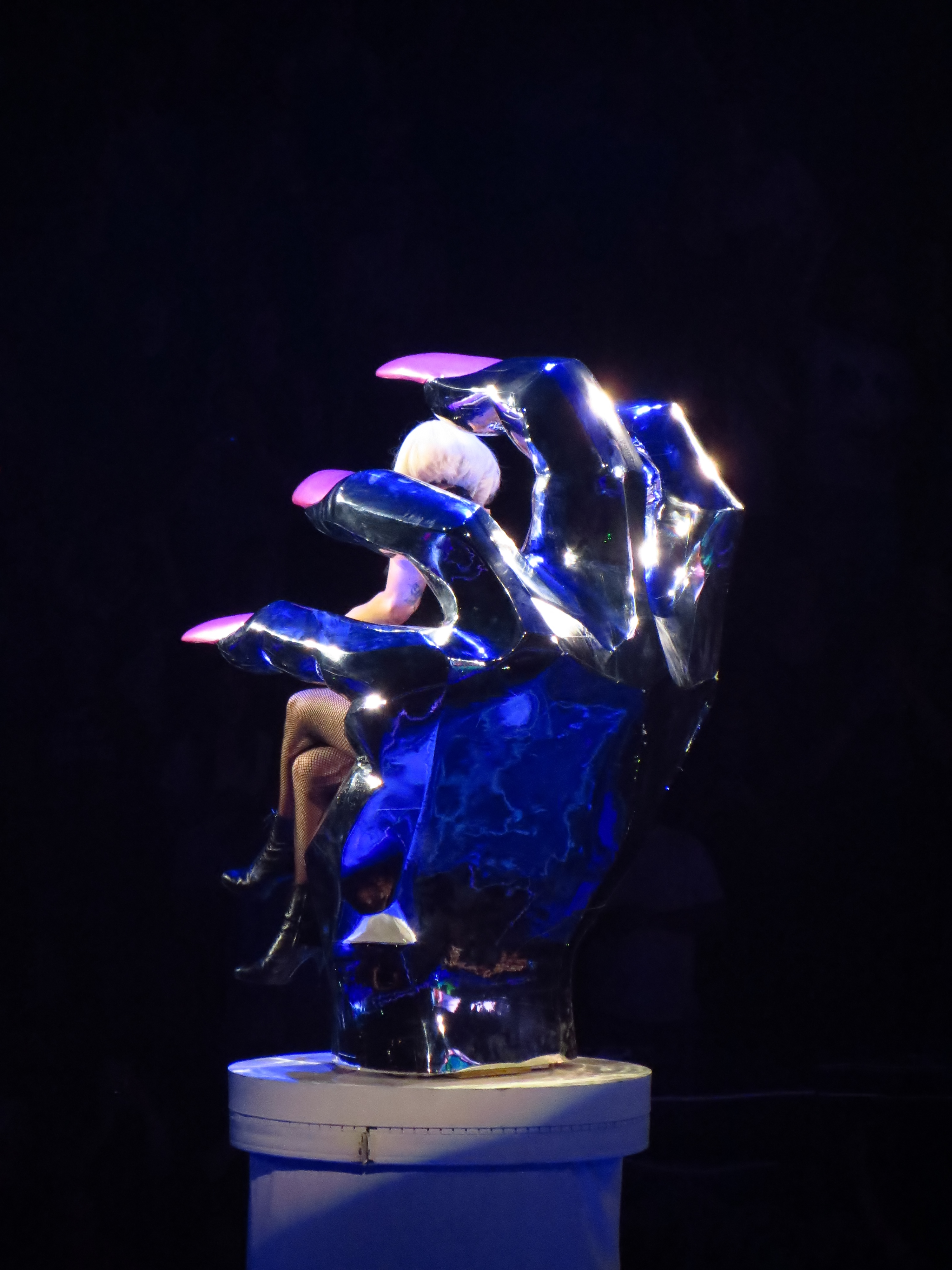
«G.U.Y.», «Do What U Want» y «Gypsy» fueron las canciones más alabadas del álbum por los críticos

Por otro lado, Stephen Thomas Erlewine de Allmusic le dio tres estrellas y media de cinco y mostró desagrado por el exagerado contenido sexual presente en la primera mitad del disco, mientras que la falta de momentos brillantes en la segunda. Aunque alabó la variedad de géneros, beats y la versatilidad. Philip Matusavage de musicOMH lo calificó con solo dos estrellas de cinco y comparó casi todas las canciones con otros artistas, como por ejemplo «Do What U Want» con Kesha y Christina Aguilera, «Sexxx Dreams» con Janet Jackson, «Gypsy» con Bruce Springsteen y «Fashion» con Coldplay y Madonna. Igualmente, criticó el concepto general de unir el arte con el pop y el esfuerzo por dar un enfoque artístico a las canciones. Otorgándole tres estrellas de cinco, Darryl Sterdan de Toronto Sun señaló que a la hora de componer, el arte en cuestión realmente nunca estuvo presente en la mente de la cantante. Asimismo, comentó que fuera de la portada, el álbum no cuenta con nada artístico, sino más bien con canciones excesivamente producidas. Con un puntaje total de cuatro sobre diez, Evan Sawdey de Pop Matters dijo que ciertas canciones, «G.U.Y.» en particular, tienen una temática fuera de lugar que se adapta más a Born This Way (2011). También alabó a «Do What U Want» como «la salvación» de la primera mitad del disco, mientras que sobre la otra mitad dijo que aunque las canciones no suenan como éxitos, evocan a «la Gaga clásica». Nombrándolo el «sonido de 2013» y calificándolo con cuatro estrellas de cinco, John Aizlewood de Evening Standard describió al álbum como «un salto de puentismo musical estimulante».
El escritor Raúl Guillén de Jenesaispop destacó a «Do What U Want», «Dope», «Gypsy» y «Venus» como las mejores canciones, aunque de todas maneras criticó las «estrofas malogradas». Guillén también se sumó a la lista de los críticos que notaron la falta de arte en el disco. Sin embargo, Melinda Newman de HitFix, quien lo calificó con una C+ —lo que en el método de evaluación estadounidense representa bien—, aseguró que Artpop en realidad necesita más pop que arte. En su reseña lo tachó de ser «frío y sin alma», además de seleccionar a «Gypsy» y a «Donatella» como la mejor y peor canción del álbum, respectivamente. Michael Wood de Los Angeles Times lo calificó con dos puntos y medio de cuatro y tachó de «bobos», «flojos» e «intentos fallidos» a temas como «Manicure», «Donatella» y «Jewels n' Drugs». Sin embargo, «Do What U Want», «G.U.Y.» y «Sexxx Dreams» fueron descritos como «frescos» y «con más espíritu». El crítico Greg Kot de Chicago Tribune le dio dos puntos de cuatro y aseguró que el disco resulta «decepcionante» y a veces «no significa nada» —en alusión a la línea de la canción homónima «my ARTPOP could mean anything», traducible al español como: «Mi ARTPOP puede significar cualquier cosa»—. Otorgándole tres estrellas de cinco, Arwa Haider del periódico británico Metro dijo que «al igual que los anteriores álbumes de Gaga, se trata de una colección inconexa pero a lo largo del recorrido hay una energía agradable de acordes de música electrónica, rock, funk, hip hop y dubstep». Mof Gimmers de The Quietus opinó:

«ARTPOP parece demasiado ansioso por impresionar a los críticos de Gaga. Si ella ha tratado de hacer cosas cerebrales para responder a las críticas de "solo eres otra cantante pop tonta", entonces no termina de funcionar. Esto es una lástima, porque Gaga es siempre mejor cuando no se preocupa por esas personas. El asunto simple es que Gaga siempre trabaja mejor en el lenguaje que habla con fluidez: desamor, salir de fiesta, tener sexo, caer en el amor y el melodrama adolescente. En estos momentos ARTPOP realmente brilla. Sin embargo, no es el mejor momento de Gaga. Hay momentos en los que nos recuerda que todavía puede hacer cosas maravillosas, pero en mayor parte, ARTPOP nos muestra a una artista que está tratando de hacer demasiadas cosas a la vez».

Stephen Carlick de la revista canadiense Exclaim! lo calificó con ocho puntos de diez y señaló que «ARTPOP es un dinámico y memorable álbum que, si bien falla al revelar a la chica detrás del "Aura", revela una artista que parece que finalmente trabajó en su arte al igual que en su imagen». Maura Johnston de Spin le dio seis puntos de diez y aseguró que la «gran tragedia» de Artpop llega cuando inician temas con un «sonido plano» como «Donatella» y «Fashion!». Kitty Empire de The Observer le otorgó tres estrellas de cinco y expresó que hay varias canciones «fuera de lugar», de entre las que se destacan «Swine», que a pesar de no tener nada que ver con el resto del álbum, es de los mejores temas. Robbie Daw de Idolator.com lo calificó con cuatro puntos de cinco y recomendó «Gypsy» como futuro sencillo. Aseguró que «la inocencia de Gaga» de The Fame y The Fame Monster y «el esfuerzo» de Born This Way desaparecieron con ARTPOP. También señaló que si bien la cantante no dio el 100% con este disco, «se encuentra en la dirección correcta». Chris Bosman de la revista Time lo describió como «aburrido y normal», y solo destacó «Jewels n' Drugs» y «Artpop» como pistas esenciales. Amy Sciarretto de PopCrush le dio dos estrellas y media de cinco y escribió que ARTPOP le pareció «desigual» y «no tan memorable» como los tres discos previos de Gaga. Jamed Reed del periódico The Boston Globe aseguró que «más de la mitad de las quince canciones son excepcionales», destacando «G.U.Y.», «Sexxx Dreams», «Do What U Want», «Swine» y «Artpop». No solo dijo que eran las mejores del disco, sino de todo el año, a pesar de que la mayoría podrían no ser un éxito en las listas. Calificándolo con cuatro estrellas de cinco, Clare Considine de Time Out escribió:

«El tan esperado tercer álbum de Lady Gaga es un tributo a los viejos maestros. No del arte, sino del pop [...] Los elementos básicos pueden no ser nuevos, pero el triunfo de ARTPOP es que mezcla varias influencias en distintas formas de entretenimiento. Madonna y Bowie son las inspiraciones constantes: desde "Fashion!", la imitación de "Holiday", hasta la alegría pansexual cósmica "G.U.Y.". Hay varios himnos explosivos de baile, por supuesto, pero afortunadamente, Gaga ha sacado sus ritmos de la época dorada del house francés: los sintetizadores de Justice, por ejemplo, están presentes en todas las canciones, incluyendo la broma ebria "Sexxx Dreams" [...] Los puntos débiles de ARTPOP llegan cuando Gaga pierde la fe en sus propios temas nostálgicos: la tontería del mundo de la música "Gypsy" casi es asesinado por los horribles excesos de dance, mientras que "Jewels n' Drugs" es un embarazoso intento en la música trap. Sin embargo, en general, el álbum está excelente cuando ligeramente nos recuerda que Lady Gaga sabe sobre los ganchos clásicos, la homosexualidad y los estribillos pegadizos».

Caryn Ganz de Rolling Stone le dio tres estrellas de cinco y alabó la variedad de géneros del álbum, pero no la sexualidad de sus letras, ya que «no son sexiest». Destacó a «Do What U Want» y a «Gypsy» como las mejores canciones. Con un puntaje de seis sobre diez, Mike Diver de Clash Music dijo que «no es un gran álbum pop, pero sin duda es producto de una gran estrella pop». Añadió que Artpop es solo «un rasguño» de la creatividad que posee la cantante. Kevin Ritchie del periódico canadiense Now aseguró que «las canciones están llenas de estribillos memorables y giros y vueltas impredecibles», y que «la fusión del arte y el pop resultó en un montón de pistas dance pop parecidas». También señaló que «Fashion!» es la mejor canción y calificó al disco en general con tres de cinco. Dándole una nota de ocho sobre diez, Palm Muter de B Sides escribió «Artpop tiene bastantes cosas que mejorar pero, como no existe el disco perfecto, le damos un pase [...] La verdad es que es posible que a mí me haya gustado porque me esperaba algo realmente atroz y ha resultado que no, pero tampoco quiero sumarme a la moda de odiar a Lady Gaga». Bernard Zuel de The Sydney Morning Herald lo alabó musicalmente, además de asegurar que tiene muchos temas para debatir. Sin embargo, sostuvo que no hay «mucho ingenio» ni tampoco «profundidad lírica». Cerró diciendo que el álbum está bien pero no es mejor, dado que se «desliza». Su calificación final fue de tres estrellas de cinco. El crítico Robert Christgau de The Barnes & Noble Review aclamó y defendió al álbum diciendo que la respuesta crítica fue «demasiado despistada». Además, Christgau lo nombró «el disco más subestimado de 2013». Emily Mackay de NME le dio una nota de seis puntos sobre diez y criticó las metáforas del álbum. Resumió su crítica diciendo que es un «álbum pop decente», «tonto», «ingenioso», «ridículo» y «homosexual», pero que no posee mucho arte. Por su parte, Bill Lamb de About.com le otorgó tres estrellas de cinco y señaló que «Do What U Want», «Swine», «Dope» y «Gypsy» son las mejores canciones. Comentó que los ritmos están tan sobreproducidos que el verdadero reto del álbum es la resistencia. Añadió además que la cantante se estaba volviendo demasiado «pretenciosa» con sus lanzamientos experimentales.

### Recibimiento comercial

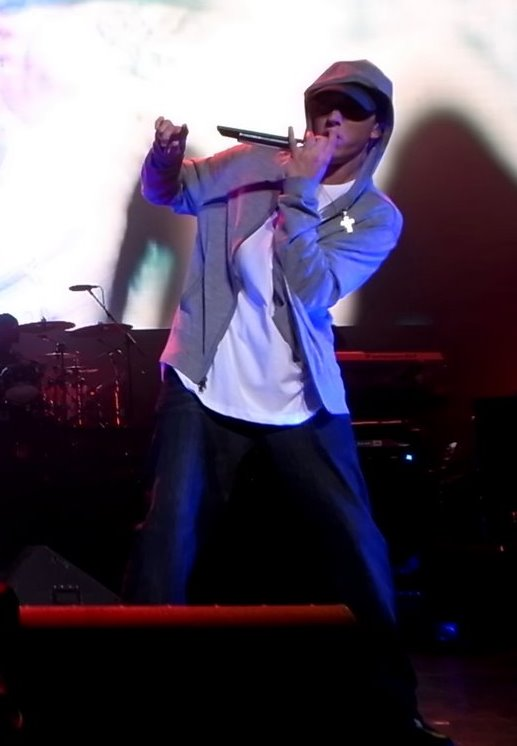
The Marshall Mathers LP 2 del rapero Eminem evitó que Artpop debutase número 1 en Australia, Irlanda, Nueva Zelanda y Suiza

Artpop contó con una recepción comercial favorable en la mayor parte del mundo tras haber llegado al número 1 en ventas en un total de ocho países y a los diez primeros en otros veintidós. De acuerdo con la International Federation of the Phonographic Industry, solo durante el 2013 vendió 2,3 millones de copias mundialmente, que lo convirtieron en el octavo álbum más vendido del año. Para julio de 2014, se habían vendido más de 2,5 millones. Sin embargo, varios medios lo catalogaron de «fracaso» luego de que no vendiese la misma cantidad de copias que su predecesor Born This Way (2011).
En los Estados Unidos, el álbum debutó en la posición número 1 del Billboard 200 durante la edición del 20 de noviembre de 2013 con 258 000 copias vendidas, lo que marcó el tercer mayor debut en ventas por una artista femenina durante el 2013. Aunque, tras debutar Beyoncé en las listas, pasó a ser el cuarto mayor debut. De dicha cifra, 146 000 fueron vendidas en formato digital, por lo que también debutó en el número 1 del conteo Digital Albums. De igual forma, logró la primera posición del Dance/Electronic Albums, lo que supuso el quinto álbum número 1 de Gaga en dicha lista. Durante su segunda semana, cayó a la posición ocho del Billboard 200 con 46 000 copias vendidas, lo que representó una caída del 82%; esta fue, en aquel entonces, el cuarto mayor descenso en ventas durante la segunda semana. En su tercera semana, gracias al viernes negro y al especial televisivo junto a los Muppets, reascendió una posición con 116 000 unidades vendidas. Con menos de dos meses a la venta, el disco ubicó la posición 103 de los más exitosos del Billboard 200, mientras que en la categoría de dance y música electrónica ubicó la segunda. Artpop reingresó al puesto 174 del Billboard 200 en 2017 gracias a la actuación de Gaga en el espectáculo de medio tiempo del Super Bowl LI. En octubre de 2017, la RIAA le acreditó un disco de platino por exceder el millón de unidades vendidas entre copias digitales y equivalencia de streaming. Hasta el 25 de febrero de 2018, había vendido 775 mil copias en los Estados Unidos. En Canadá alcanzó la tercera posición de su lista semanal, y con solo tres días a la venta recibió un disco de platino por parte de la CRIA por haber superado la cifra de 80 000 copias. En las listas de fin de año de 2014, ocupó la casilla 23 como el más exitoso de Canadá, mientras que en los Estados Unidos en la 34; en la categoría de dance y electrónica, se convirtió en el más vendido del año. En México llegó hasta el número 1 y recibió la certificación de platino + oro por superar 90 000 unidades vendidas. Adicionalmente, en otros países de América también tuvo buen recibimiento comercial; en Brasil fue certificado disco de platino por vender 40 000 copias, mientras que en Argentina y Colombia fue certificado con disco de oro por vender 20 000 y 5000, respectivamente.
El álbum presentó mayor éxito en Europa. En Austria debutó en la posición número 1 y dio a Gaga su tercer álbum número 1 consecutivo en dicho país. Asimismo, recibió un disco de oro por haber vendido 7500 ejemplares. Tanto en la región flamenca como en la región valona de Bélgica logró la posición número 2. En Irlanda, Italia y Suiza debutó igualmente en la segunda posición de sus listas. En Italia fue certificado con disco de oro por la venta de 30 000 copias y en Suiza con disco de platino por 20 000 copias. En Rusia y Croacia alcanzó el primer puesto, mientras que en Alemania, Francia y la República Checa logró llegar al número 3. En España y Finlandia llegó hasta el tercer puesto de sus listas y además recibió la certificación de oro en ambos países. En Grecia, Noruega, los Países Bajos y Portugal logró la cuarta posición, y en Dinamarca la quinta. En Suecia también llegó al número 6, mientras que en Polonia al ocho. En ambos países obtuvo la certificación de oro. En el Reino Unido, Artpop debutó en la posición número 1 durante la edición del 17 de noviembre de 2013, lo que marcó el tercer número 1 consecutivo de Gaga. Tras haber superado las 100 000 copias, la BPI le otorgó un disco de oro. El único país de Europa y del mundo donde Artpop no llegó a los diez primeros fue Hungría, donde solo llegó al décimo séptimo lugar, aunque igualmente obtuvo un disco de oro.
El éxito del álbum continuó en Asia. En Japón, Artpop debutó en el número 1 y con solo veinticinco días a la venta, la RIAJ le otorgó un disco de platino por superar las 250 000 copias vendidas en el territorio. En las listas anuales japonesas de 2013, ubicó la cuadragésima quinta posición de los lanzamientos más exitosos del año, y en 2014 la trigésima tercera. En Taiwán debutó en la segunda posición, para posteriormente ascender al primer puesto en la siguiente semana. En 2011, el gobierno de China había prohibido la comercialización de los materiales lanzados por Gaga luego de Born This Way, pero tras haber analizado Artpop, se permitió que el álbum fuese vendido de manera legal a partir de enero de 2014. Habiendo salido a la venta, debutó en la posición número 4 de la lista general de China, mientras que en la internacional llegó al número 1. En Corea del Sur ingresó en la tercera casilla de su lista semanal y meses después recibiría la certificación de oro por la venta de cinco mil ejemplares; gracias a esto, consiguió estar en la vigésima casilla de su lista anual de 2013, lo que supuso el álbum por una solista femenina que mayor posición alcanzó. Por su parte, en Oceanía el álbum tuvo una recepción menor, dado que tanto en Australia como en Nueva Zelanda debutó en la segunda posición y el álbum se mantuvo por escasas semanas dentro de sus conteos semanales.

### Reconocimientos

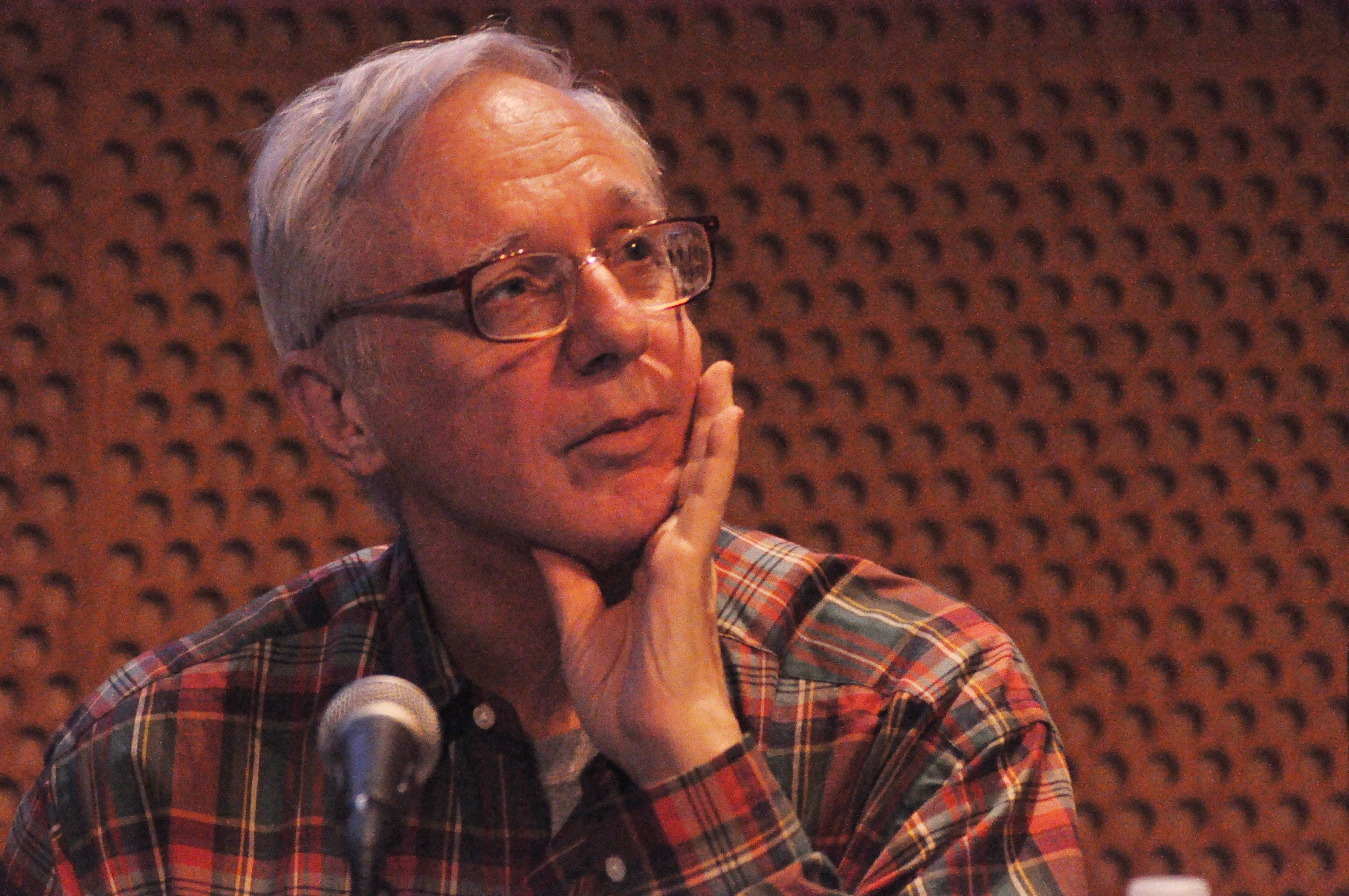
Robert Christgau nombró a Artpop el «álbum más subestimado de 2013»

En una encuesta realizada por la revista Billboard a finales de 2012, más del 50 % de los lectores lo nombraron el «álbum más esperado» de 2013. Asimismo, HitFix y Yahoo! formaron un conteo de los lanzamientos musicales más esperados para el año, donde Artpop ubicó el número 1. Por último, los canales de televisión E!, MTV y MuchMusic también lo añadieron a sus listas de los discos más esperados para el 2013.
Posteriormente, Artpop fue incluido en varias listas de lo mejor de 2013. La revista Billboard lo colocó en la décima cuarta posición de su lista de los 15 mejores discos de 2013. Asimismo, sus lectores lo eligieron como su álbum favorito número 1 del Billboard 200 durante el 2013, además de catalogar el regreso de Gaga como el mejor del año. El sitio PopJustice lo ubicó en el sexto puesto de su conteo de los 33 mejores álbumes de 2013. Igualmente, Digital Spy lo colocó en la vigésima primera posición de su lista de treinta y escribió: «La cantidad de éxitos en Artpop es considerablemente mayor que la de errores —hay diez brillantes canciones para confirmarlo—; pero todas estas no necesariamente agradan durante la primera escuchada». El crítico Robert Christgau de The Barnes & Noble Review lo ubicó en el sexto lugar de su lista de los 85 mejores discos de 2013, el mejor por una mujer y por algún solista. Entertainmentwise y On the Red Carpet también dieron comentarios favorables y lo incluyeron en sus listas de los mejores discos de 2013. Los lectores del sitio Metacritic lo votaron como el mejor álbum de 2013, con una amplia ventaja en votos sobre el segundo lugar.
Por otro lado, Artpop ganó un premio en los Japan Gold Disc Awards de 2014 otorgados por la RIAJ en la categoría de álbum del año internacional, reconocimiento que comparte con Take Me Home de One Direction y Unorthodox Jukebox de Bruno Mars. En los Billboard Music Awards del mismo año obtuvo la candidatura de mejor álbum de dance/electrónica. Artpop no recibió ninguna nominación a los Premios Grammy de 2015, hecho que fue criticado por el escritor Kevin Fallon de The Daily Beast, quien aseguró que pese a que no era el mejor álbum pop de Gaga y que fue algo pretencioso, «hubo momentos de esperada genialidad merecedores de consideración a los Grammy».

## Promoción

### Aplicación
Como parte de su promoción se lanzó una aplicación simultáneamente con el álbum disponible para los dispositivos móviles de Apple, tales como el iPad y el iPhone, así como para computadores compatibles. Previo a su publicación, Gaga había revelado que contaría con salas de chat, juegos, películas, música adicional y otros contenidos multimedia. También dijo que estaría constantemente subiendo cosas nuevas. La describió como «una experiencia multimedia» y explicó que:

Ustedes me han inspirado a crear algo que nos comunicara con imágenes, ya que ustedes lo hacen, se comunican conmigo a través de gifs, fotos, ilustraciones y gráficos todo el día [...] Espero que todos sigamos creciendo juntos y manteniéndonos en contacto a través de su creatividad.

Además, comentó que fue construida por TechHaus, una rama tecnológica de su equipo creativo Haus of Gaga. Describió que en sí es un sistema de ingeniería musical y visual que combina la música, el arte, la moda y la tecnología con una nueva comunidad mundial interactiva denominada «The Auras». Luego anunció a través de Twitter que sería totalmente gratuita. Antes de lanzarse, la aplicación fue duramente cuestionada por los medios de comunicación, dado que se había rumoreado que tendría una pestaña exclusiva que permitiese a los consumidores descargar directamente Artpop. Con ello, el álbum tendría una ventaja en ventas para debutar en las listas de Billboard. Sin embargo, dicha pestaña nunca fue utilizada. La aplicación, compatible con los sistemas operativos de Android e iOS, contaba con un personaje computarizado llamado Petga, que al ingresar solicita el nombre de usuario y pide acceso a la ubicación del dispositivo y su cámara digital. Seguidamente, «escanea el aura» del usuario y muestra una serie de características e intereses a predeterminar. El menú principal constaba de varias pestañas, una de ellas es un reproductor de música inspirado en un gramófono, así como también un acceso directo a la tienda digital de iTunes.
Entre las innovaciones que poseía, una pestaña llamada ArtHaus que permitía a todos los usuarios crear y compartir contenido digital, ya sean gifs u otros archivos, así como de un editor de imágenes donde se puede modificar el fondo y la textura de una imagen, además de realizar cambios adicionales. Instantáneamente al terminar, la aplicación sugiere compartir el resultado en Twitter, Facebook, Google+, correo electrónico o Littlemonsters.com. Tras haberse revelado la lista de canciones de Artpop, varios seguidores de la cantante preguntaron por qué no se incluyó la pista «Brooklyn Nights», a lo que Gaga respondió vía Twitter que planeaba lanzar varias canciones de manera gratuita a través de la aplicación. Originalmente, se pretendía que en un lapso aproximado de 140 días, se desbloquearían dos nuevas pestañas llamadas TrakStar y GagaTV. Sin embargo, nueve meses más tarde el 25 de agosto de 2014 cuando el contador finalmente llegó a cero tras dos retrasos, la cantante confirmó mediante su cuenta de Twitter que dichas pestañas nunca serían reveladas por problemas que tuvo con su anterior mánager, Troy Carter, con quien ya había dejado de trabajar en noviembre de 2013. Por tanto, la aplicación quedó obsoleta.

### Sencillos
El 29 de julio de 2013, la cantante confirmó que «Applause» sería el primer sencillo comercial de Artpop. El anuncio vino acompañado de la imagen de su portada. Esta es simplemente la cara de Gaga pintada de blanco y manchada con rayas amarillas, azules y rojas. El concepto de esto, según la misma cantante, es mostrar su «vulnerabilidad». Originalmente estaba programada para ser lanzada como sencillo el 19 de agosto de 2013, pero luego de haber sido filtrada, Gaga tuvo que adelantar su publicación una semana. En una entrevista con Ryan Seacrest el 13 de agosto, dijo que el presidente de Interscope Records, Jimmy Iovine, fue quien le pidió que la lanzase como primer sencillo, a lo que Gaga accedió. En términos generales, la canción contó con una buena recepción comercial. En países como España y Hungría alcanzó la primera posición, mientras que en otros como Italia, los Estados Unidos, Francia, Canadá, Alemania, el Reino Unido y Japón, logró estar entre los diez más vendidos. Adicionalmente, recibió variedad de discos de oro y platino. Su videoclip, dirigido por Van Lamsweerde & Vinoodh Matadin y estrenado el 19 de agosto de 2013, tuvo buena aceptación por parte de la crítica. Por otro lado, la canción llegó a sonar en el certamen Miss America 2014, así como en el desfile de moda Victoria's Secret Fashion Show. Asimismo, fue versionada en Glee y The X Factor, además de haber sido usada en el videojuego Just Dance 2014.

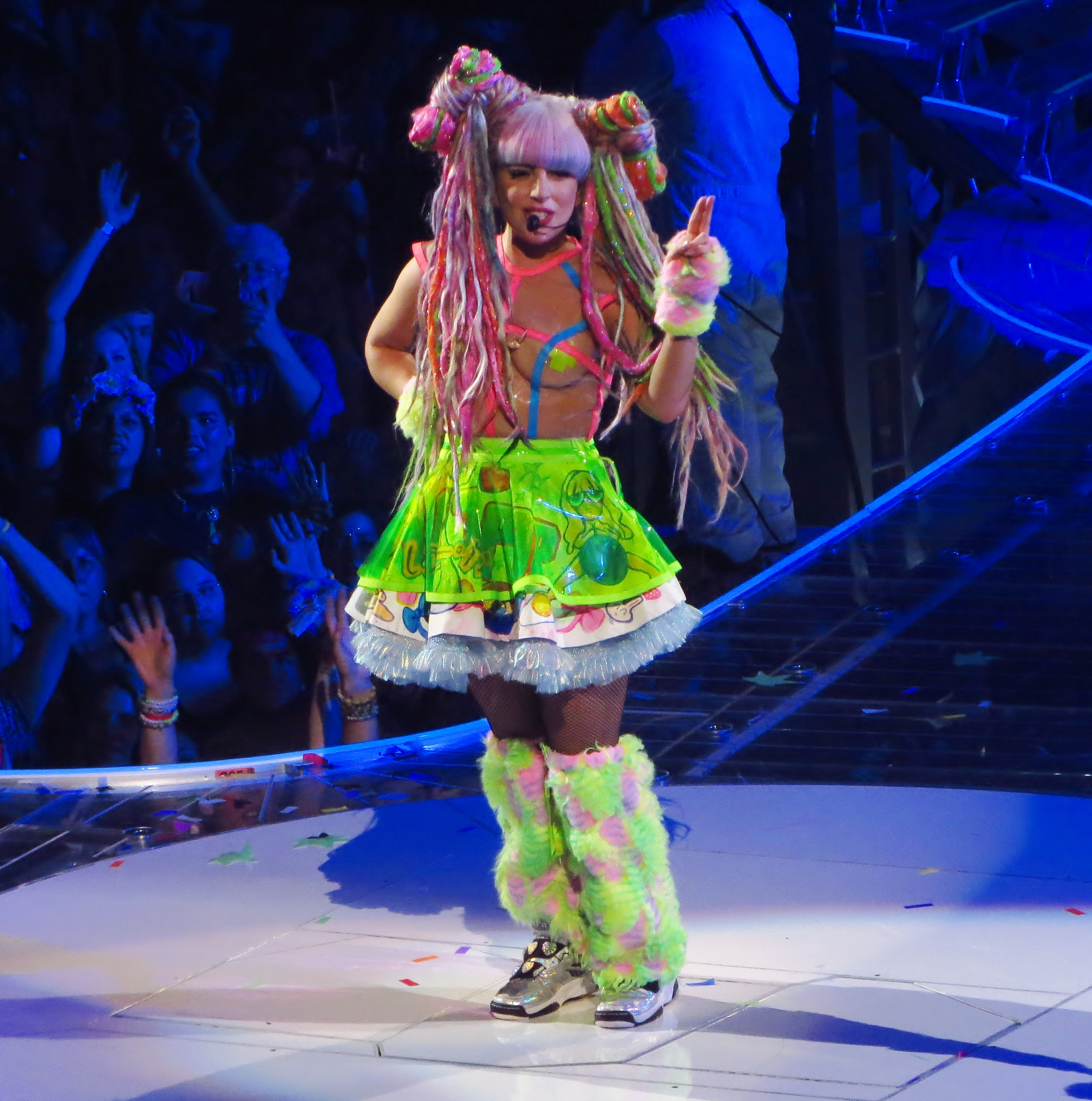
Gaga interpretando «Applause» en su Artrave: The Artpop Ball Tour

El 3 de septiembre, tras dos días de su presentación en el iTunes Festival, Gaga inició una votación en su cuenta de Twitter para que sus seguidores eligiesen el segundo sencillo del disco, entre los que se disputaban «Aura», «Manicure», «Sexxx Dreams» y «Swine». Sin embargo, el 10 de octubre anunció a través de Twitter que el siguiente sencillo sería «Venus» y sería lanzado el 27 de ese mes. Una semana antes, Gaga publicó «Do What U Want» como primer sencillo promocional, pero dada su buena recepción mundialmente, pasó a convertirse en el segundo sencillo comercial. Aunque aclaró a través de Twitter que el lanzamiento de «Venus» aún se daría. El recibimiento comercial de «Do What U Want» fue favorable. En Finlandia, Canadá, Italia, Dinamarca, Noruega, Francia, el Reino Unido y otros países, llegó hasta los diez primeros. Asimismo, obtuvo variedad de certificaciones por sus ventas. No obstante, tras solo llegar al número 13 en los Estados Unidos, se convirtió en el segundo sencillo de Gaga en no ingresar a los diez primeros. Durante la ronda de batallas de The Voice, dos concursantes interpretaron «Do What U Want». Tras haber presentado la canción en vivo en ese mismo programa junto a Christina Aguilera, Gaga lanzó una versión en estudio de esa misma presentación a través de Amazon.com. Un videoclip para la canción dirigido por Terry Richardson fue anunciado pero nunca lanzado por motivos desconocidos. La escritora Meghan O'Keefe del sitio web de Vh1 escribió un artículo especulando cuáles eran los posibles motivos; una de las teorías aseguraba que Gaga se había distanciado de R. Kelly y Terry Richardson luego de que ambos fuesen fuertemente atacados por los medios tras la demanda que se les presentó por presuntamente haber mantenido relaciones sexuales con menores de edad. Otra de las teorías afirmaba que la cantante pretendía alejarse de los medios momentáneamente para tratar sus problemas recientes, que incluían el despido de su anterior mánager, Troy Carter. En junio de 2014, TMZ filtró un breve fragmento del vídeo con una duración de treinta y tres segundos donde se veía alto contenido sexual en las escenas, que incluían a Gaga masturbándose con periódicos y a R. Kelly realizándole un examen ginecológico. Sin embargo, el vídeo entero jamás salió a la luz.
Si bien «Venus» terminó siendo sencillo promocional, la canción llegó hasta los veinte primeros en países como Italia, Irlanda, Canadá y Nueva Zelanda. Además de ello, se lanzó «Dope» como segundo sencillo promocional de Artpop. Gracias a un impulso en streaming tras la presentación en los YouTube Music Awards y unas escasas descargas, la canción debutó en el número 8 del Billboard Hot 100, siendo la décima tercera de la cantante en lograrlo. Además de ello, llegó al número 1 en España al igual que «Venus», y también a los diez primeros en territorios como Francia. El 20 de marzo de 2014, «G.U.Y.» fue confirmado como tercer sencillo oficial del álbum, y su lanzamiento se daría el 8 de abril. El sencillo logró la posición 76 en la Billboard Hot 100, siendo así la canción menos exitosa de Gaga en los Estados Unidos y la tercera después de «Marry the Night» y «Do What U Want» que no ingresa a los diez primeros. Después de ello, no obtuvo posiciones notables en ningún otro país, exceptuando Israel y Filipinas, donde alcanzó el número 1 y 3, respectivamente. Su videoclip, dirigido por la misma Gaga y filmado en el Castillo Hearst de San Simeón, California, estrenó el 22 de marzo de 2014 en su cuenta oficial de VEVO en YouTube. Este contó con la aparición especial de distintas celebridades, entre ellas el elenco principal de The Real Housewives of Beverly Hills, el presentador Andy Cohen y el youtuber SkyDoesMinecraft. Además de «G.U.Y.», en el vídeo se oyen las canciones «Artpop», «Venus» y «Manicure».

### Gira
Para promocionar el álbum alrededor del mundo, Gaga se embarcó en su cuarto recorrido mundial, el Artrave: The Artpop Ball Tour —estilizado como artRAVE: The ARTPOP Ball Tour—, que comenzó el 4 de mayo de 2014 en Fort Lauderdale, y terminó el 24 de noviembre del mismo año en París. Además de visitar Norteamérica, la gira se extendió por Asia, Europa y Oceanía, visitando países como Alemania, Australia, España, Grecia, Italia y el Reino Unido. Entre sus teloneros estuvieron la cantante y amiga de Gaga, Lady Starlight, quien ha sido su principal acto de apertura en sus dos giras anteriores, así como también la agrupación surcoreana de k-pop Crayon Pop y la artista digital Hatsune Miku. El escenario principal constaba de una gran pantalla y una escenografía blanca inspirada en el monte Olimpo (Grecia). A lo largo del recinto se extendía una pasarela transparente que luego se iba dividiendo hasta finalizar en la ARTPOP Zone.
Durante los primeros conciertos eran interpretadas todas las canciones de Artpop, a excepción de «Dope» y «Jewels n' Drugs» aunque esta última era usada en uno de los interludios. Posteriormente, «Mary Jane Holland» y «Fashion!» fueron removidas de la lista de canciones, mientras que «Dope» fue añadida. Además, son utilizadas «Partynauseous», colaboración inédita con el rapero Kendrick Lamar, y «Ratchet» como interludios. Asimismo, Gaga presentó sus mayores éxitos de sus discos anteriores como «Just Dance», «Bad Romance» y «Born This Way». Para crear el nombre de la gira, Gaga tomó el concepto de Artrave (la celebración de Artpop), y lo mezcló con el nombre clásico de sus giras anteriores. Comentó durante una entrevista que comenzaría en Norteamérica para compensar a aquellos seguidores que no pudieron ver los últimos conciertos de The Born This Way Ball Tour por la fractura de cadera que sufrió a inicios de 2013. El 5 del mismo mes, escribió en su cuenta de Twitter que:

«¡El artRAVE: The ARTPOP Ball será una gran fiesta que combine la música, la moda y la tecnología en una presentación explosiva! [...] Nos llevará a otro planeta de otra galaxia en un espacio-tiempo diferente. Será una fiesta salvaje de reinvención, de un espíritu creativo. Habrá un Monster Pit en el escenario, ¡y seguiré eligiendo veinte admiradores a lo largo de la noche para que suban al escenario de manera gratuita!».

Su recibimiento comercial fue bastante favorable. El día que salieron a la venta las entradas de las primeras fechas para Norteamérica, los conciertos programados para Los Ángeles, Winnipeg, Calgary, Edmonton y Toronto se agotaron rápidamente. Por ende, fueron posteriormente añadidas nuevas fechas, una para Los Ángeles y otras para ciudades como Denver y Phoenix. A pesar de que hubo varias acusaciones de que la gira estaba fracasando, Arthur Fogel, presidente de Live Nation, reveló el 6 de marzo a la revista Billboard que en los veintinueve espectáculos de Norteamérica ya se habían vendido al menos 80% de las entradas, y para entonces faltaban dos meses para iniciar la gira. Por otro lado, la alta demanda continuó en Europa, donde las entradas para los cinco primeros espectáculos del Reino Unido se agotaron en tan solo cinco minutos, los dos primeros de Francia en menos de una hora y la única fecha de Italia en dos minutos. Tal fue la demanda que se añadieron más entradas en determinadas fechas de Norteamérica y Europa. En Asia y Oceanía se vieron situaciones similares, por lo que se tuvieron que añadir nuevas fechas en Tokio, Sídney y Melbourne. Para mediados de junio de 2014, ya se habían vendido más de 800 000 entradas mundialmente, con lo que Gaga logró la cifra de más de cuatro millones de boletos vendidos entre el Artrave y sus dos giras previas, The Monster Ball Tour (2009-11) y The Born This Way Ball (2012-13). En total, con 73 conciertos reportados, se recaudó un total de 83 040 746 dólares, y se vendieron 920 088 entradas, dando un promedio de asistencia de 12 603 y una recaudación promedio de 1 137 544 dólares por concierto. Con ello, se convirtió en la octava gira más exitosa del año y segunda encabezada por una solista femenina.
Además de la recepción comercial favorable, distintos críticos norteamericanos dieron reseñas positivas sobre el espectáculo, varios de ellos alabaron la energía puesta en escena y la voz de la cantante, especialmente durante los momentos acústicos del concierto. Entre las presentaciones más destacadas, se mencionaron en repetidas ocasiones las de «Just Dance», «Poker Face», «Born This Way», «G.U.Y.», «Do What U Want» y «Gypsy». No obstante, algunos señalaron que hubo cierto desgaste en vivo en la intérprete desde The Monster Ball Tour. El último concierto fue grabado y transmitido en vivo desde el Palais Omnisports de Paris-Bercy por Yahoo! para conmemorar el cierre de la era.

### Otros medios
El 25 de julio de 2013, MTV confirmó a Gaga como la primera artista a presentarse en los MTV Video Music Awards, que se realizarían el 25 de agosto de ese año en Brooklyn, Nueva York. Además, esta sería la primera vez que subiría a un escenario desde la cancelación de su gira The Born This Way Ball a principios del año. La cantante abrió la premiación interpretando el primer sencillo del disco, «Applause». En la presentación realizó una serie de cambios de vestuarios que incluían diferentes pelucas, en referencia a los looks que utilizó para sus anteriores álbumes The Fame (2008) y The Fame Monster (2009). Igualmente, aludió a El nacimiento de Venus de Botticelli con un bikini hecho de conchas. La presentación recibió críticas favorables por parte de escritores de medios como Billboard, The New York Times y Chicago Tribune.
El 13 de agosto, Gaga confirmó su participación en el iTunes Festival, que se realizaría durante todo el mes de septiembre en Londres, Reino Unido. Días antes de iniciar el evento, publicó una serie de vídeos en su canal de YouTube donde se encontraba ensayando algunas de las canciones que presentaría, como «Manicure» y «Swine». El 1 de septiembre, Gaga abrió la serie de conciertos interpretando «Aura» dentro de una jaula, tras media hora de retraso. Mientras la cantaba, usaba un atuendo color negro similar al de un bandido y también un burka. Seguidamente presentó «Manicure» y cambió su vestuario a un bikini de conchas decorado con diamantes para cantar la canción que da título al álbum, «Artpop». Más tarde, interpretó un tema inédito llamado «Jewels n' Drugs», colaboración con los raperos T.I., Too $hort y Twista, quienes aparecieron en el escenario junto a la cantante, salvo por el primero de estos. Continuó con «Sexxx Dreams» y «Swine». Mientras presentaba esta última, aparecieron una serie de cerdos voladores en el escenario. El concierto terminó con la balada «I Wanna Be with You» y el primer sencillo «Applause». En total, el espectáculo duró una hora y contó con la presencia de celebridades como Adele, Arlene Phillips y Niall Horan de One Direction.
El concierto del iTunes Festival recibió varios comentarios por parte de los críticos. El escritor Neil McCormick de The Telegraph le dio una calificación de cuatro estrellas de cinco. Felicitó la actuación en general y la describió como «brillante», aunque también como algo «completamente loco». Sin embargo, dijo que la cantante aún estaba carente de ideas como las de su principal influencia David Bowie. Por su parte, Sam Dowler también le dio una nota de cuatro estrellas de cinco. Si bien alabó la voz de Gaga y su desempeño en el escenario, añadió que el concierto se tornaba aburrido mientras avanzaba. Aunque, en términos generales, señaló que fue un buen espectáculo y expresó su alegría por su regreso a los escenarios. Adrian Thrills de Daily Mail comentó que la presentación resultó ser muy diferente a las típicas grandes escenografías de otros artistas, y que Gaga mostró su «talento artístico e impresionante rango vocal». India Ross de The Independent aseguró que el rendimiento de la cantante ha disminuido notablemente en comparación con sus anteriores presentaciones.

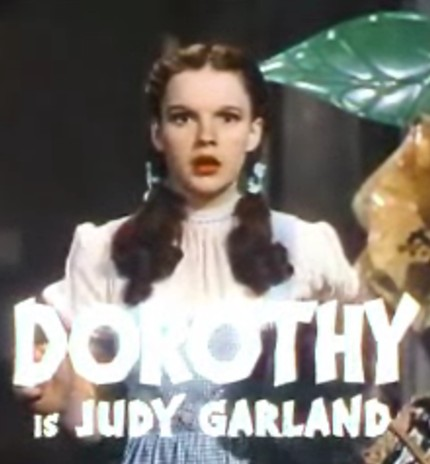
Durante su presentación en Good Morning America, Gaga se disfrazó dos veces del personaje ficticio Dorothy Gale. Asimismo, en la canción «Gypsy» también le hizo mención

El 9 de septiembre interpretó «Applause» en el programa Good Morning America. El espectáculo estuvo inspirado de la película El mago de Oz (1939) y de acuerdo con la cantante, se transformó en Dorothy Gale ya que ella tuvo que transformarse para sobrevivir, lo cual es una metáfora de su vida. A principios de octubre, previo al estreno de la película Machete Kills, donde Gaga es participante, se publicaron varios avances en donde se usó la canción «Aura» como banda sonora. Además, el vídeo lírico de la misma pista también hace publicidad al largometraje utilizando escenas de él. El disco recibió publicidad por parte de Best Buy y O2 con el lanzamiento de «Do What U Want». A lo largo de octubre, la intérprete reveló varios adelantos de las canciones del álbum, entre las que se encuentran «Artpop», «G.U.Y.», «Mary Jane Holland» y «Venus». El 24 de octubre, la cantante realizó un espectáculo privado en Berlín, Alemania, donde presentó «Gypsy» por primera vez. El evento fue transmitido por la plataforma streaming Ampya. Dos días después, Gaga interpretó «Venus» en el club G-A-Y de Londres. Al día siguiente, la volvió a cantar junto a «Do What U Want» en The X Factor. El 3 de noviembre, presentó «Dope» por primera vez en los YouTube Music Awards. El 8 de noviembre, se transmitió el episodio de The Graham Norton Show donde Gaga dio una entrevista y además interpretó «Do What U Want» y «Venus».
El 11 de noviembre, Gaga realizó una fiesta gratuita llamada «artRave» en el Astillero Naval de Brooklyn para celebrar el lanzamiento mundial del disco. El evento, transmitido en vivo y patrocinado por VEVO, contó con la asistencia de celebridades como Jeff Koons, Marina Abramovic, Inez & Vinoodh y Robert Wilson, quienes presentaron algunos de sus nuevos trabajos. Concretamente, Koons mostró tres esculturas de la cantante las cuales fueron exhibidas en el edificio durante toda la noche. Minutos antes de darle inicio, Gaga ya había mostrado al mundo el primer vestido volador diseñado por su equipo técnico. El espectáculo de la cantante se retrasó casi una hora dado que sus seguidores habían saturado el sitio web de VEVO, y por ende la transmisión en vivo del evento. DJ White Shadow mantuvo entretenido al público presentando remezclas de temas como «Empire State of Mind» de Jay-Z y Alicia Keys. Habiéndose solucionado todos los problemas técnicos, Gaga comenzó su presentación en la parte trasera del edificio interpretando «Aura» mientras usaba un traje inflable color blanco con una máscara que cubría todo su rostro. Seguidamente, su equipo de seguridad la ayudó a trasladarse al escenario principal mientras cantaba «Artpop».
Luego removió parte de su traje y dejó al descubierto una atuendo también blanco de ambiente futurístico. La producción incluía una escenografía totalmente blanca, grandes pantallas proyectando el nombre de Gaga y Koons, una plataforma de tres pisos con superficie rotable en el centro del escenario y además un piano aislado. El espectáculo continuó con la interpretación de «Venus», «Manicure» y «Sexx Dreams». Tras culminar, Gaga se sentó en el piano y dedicó la presentación de «Gypsy» a Koons, además de agradecerle por su inspiración y apoyo a lo largo del desarrollo artístico de Artpop. Después, antes de cantar «Dope», tomó unos minutos para hablar con la audiencia, donde dijo que:

«Una de las cosas más difíciles a las que tuve que renunciar fueron las drogas y el alcohol. Aún tengo momentos difíciles con eso, pero quiero decirles algo sobre eso esta noche porque he visto una gran cantidad de grandes artistas y amigos que han tenido que partir por esas dos cosas. Esta noche quiero ser un cambio. No tengo que estar drogada para ser creativa. No tengo que estar ebria para tener una buena idea. Puedo sentarme con mis pensamientos y no sentirme loca. Puedo hacerlo sin las drogas».

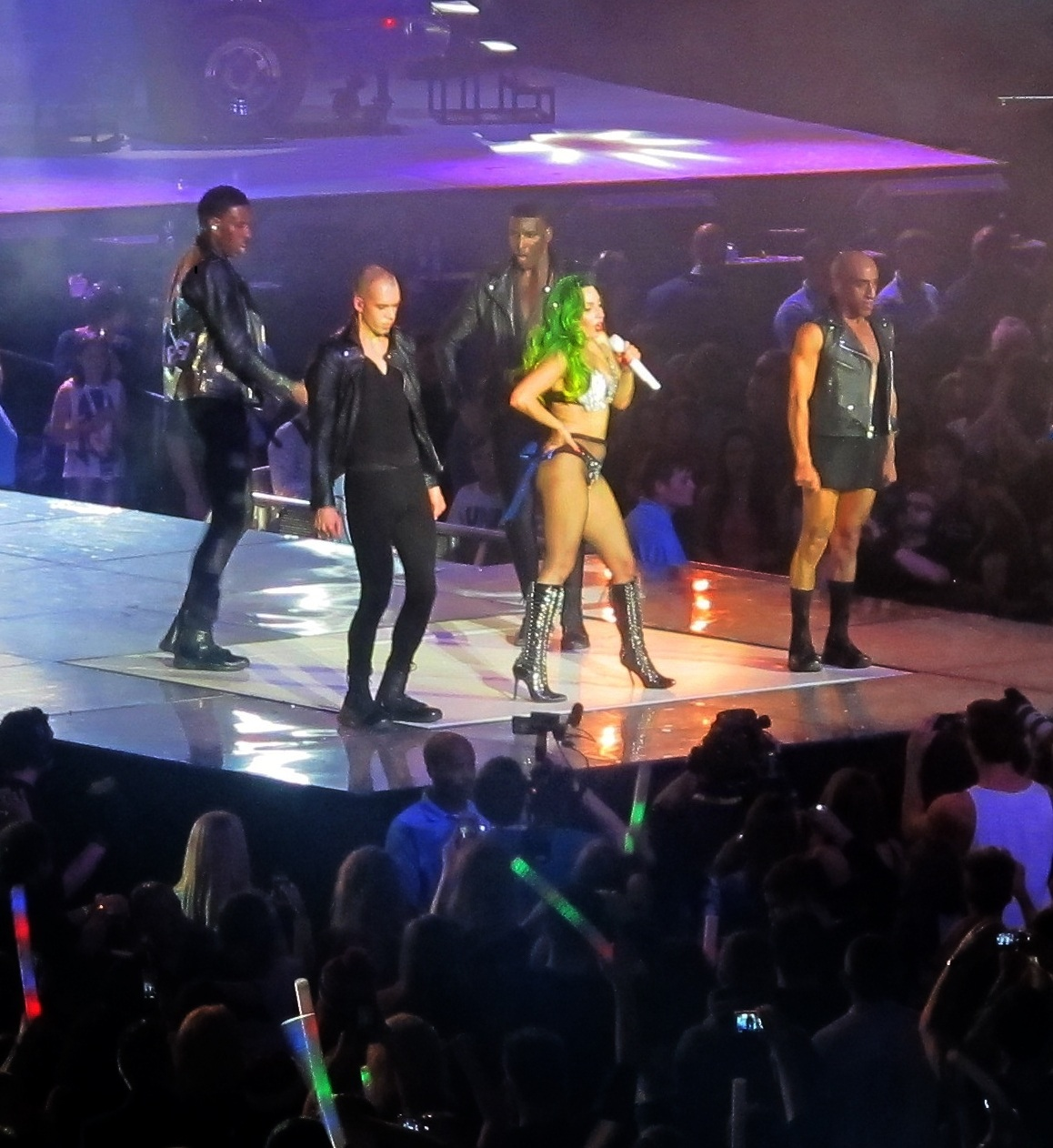
Gaga mientras interpretaba «Do What U Want» en el Jingle Bell Ball en Londres

Gaga dejó el escenario durante un momento para reaparecer con un vestido color negro y dar inicio a «Applause». Nuevamente, removió parte de su atuendo y culminó el evento cantando «Do What U Want». El escritor Michael Baggs de Gig Wise describió el espectáculo como «ruidoso», «intenso», «agitado» y «caótico», además de alabar la voz de la cantante y la actuación «totalmente enérgica». El 16 de noviembre, Gaga apareció como conductora e invitada especial del programa Saturday Night Live. Por primera vez, R. Kelly acompañó a la cantante para presentar «Do What U Want». Durante el espectáculo ambos realizaron una serie actos sexuales, que iban desde agarrar la entrepierna del otro hasta simular sexo. Más tarde, Gaga presentó «Gypsy» en un piano rosa, también cantó una versión jazz de «Applause» y «Born This Way». El 24 de noviembre, Gaga apareció en los American Music Awards representando a Marilyn Monroe junto R. Kelly, quien interpretaba al presidente de los Estados Unidos. Ambos presentaron «Do What U Want» e hicieron una actuación de los acontecimientos previos a la muerte de la actriz. El espectáculo contó con reseñas favorables por parte de la prensa estadounidense, quienes lo catalogaron como uno de los mejores momentos de la noche. El 28 de noviembre, ABC transmitió el especial del día de acción de gracias Lady Gaga and the Muppets Holiday Spectacular, que además de la cantante, contó también con la participación de otros invitados. Primero cantó «Venus» seguida de «Applause». Más tarde, el cantautor Elton John apareció junto a la cantante para presentar «The Jets» y «Artpop», para posteriormente dejarla tocar «Manicure». Otros invitados en el especial fueron Kermit the Frog, con quien Gaga interpretó «Gypsy» y RuPaul, con quien cantó «Fashion!». El episodio concluyó con una segunda presentación de «Applause». Al día siguiente, Gaga acudió al programa japonés Music Station, donde concedió una entrevista e interpretó nuevamente «Applause». Su maquillaje y vestuario estuvieron inspirados en el anime. El 2 de diciembre, Gaga dio su última presentación en Japón presentando «Venus» y «Applause» en el programa SMAP×SMAP.

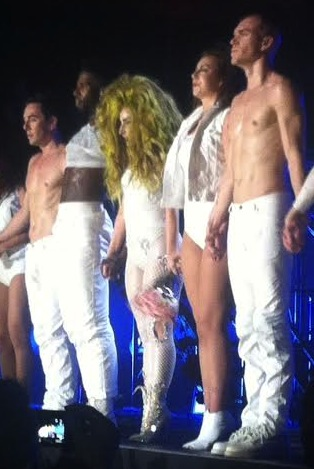
Gaga junto a sus bailarines cerrando uno de los espectáculos de Lady Gaga Live at Roseland Ballroom tras interpretar «G.U.Y.»

El 7 de diciembre, se transmitió el episodio de Alan Carr: Chatty Man donde Gaga concedió una entrevista y además interpretó versiones acústicas de «Dope» y «Do What U Want». Al día siguiente, Gaga cerró el Jingle Bell Ball en Londres cantando «Poker Face», «Just Dance», «Bad Romance», «Born This Way», «Aura», «Do What U Want» y «Applause». Durante todo el concierto, solo utilizó una chaqueta y un sostén de conchas plateadas, unos botines y una tanga color negro, y una peluca verde. Adicionalmente, presentó «Jingle Bells» y «The Christmas Song». El 17 de diciembre, Gaga asistió a la final del concurso The Voice, donde cantó «Do What U Want» al lado de Christina Aguilera. El 18 de febrero de 2014, después de más de dos meses de no hacer ninguna aparición pública, Gaga interpretó una versión acústica de «Artpop» en el segundo episodio de The Tonight Show Starring Jimmy Fallon. Durante la presentación, su banda y ella utilizaron atuendos color blanco. A fines de febrero, a Gaga se le negó la participación en el SXSW Festival dado que se creía que atraería un público demasiado grande para el tamaño del escenario. Sin embargo, pocos días después se confirmó su presentación con una audiencia de 2200 personas. Doritos, patrocinadores del evento, pagaron a la cantante $2 500 000 para que se presentase. Dicho dinero fue donado a su asociación caritativa Born This Way Foundation. El concierto tuvo lugar el 13 de marzo en Austin, Texas, y fue transmitido vía stream por el canal Fuse. Gaga abrió el espectáculo interpretando «Aura» mientras estaba atada a una rosticería. Tras soltarse, cantó «Manicure» y «Jewels n' Drugs», en esta última contando con la participación especial de Twista. Seguidamente invitó al escenario a la artista Millie Brown, quien estuvo bebiendo anilina a lo largo de la presentación de «Swine». En un momento determinado, Brown vomitó en repetidas ocasiones la anilina sobre la cantante como metáfora de estar siendo violada. Posteriormente ambas subieron a un toro mecánico, donde continuó dicho acto y luego fue finalizada la canción. Al cantar «Dope», Gaga comentó a la audiencia:

«Amo a mis seguidores porque ellos siempre me dejan ser yo misma y no les interesa lo que digan los demás [...] Es mucho más fácil ser tú mismo que ser otra persona. Porque entonces tienes que fingir ser alguien más y te tienen que gustar las cosas que realmente no te gustan y hacer cosas que no quieres hacer».

El espectáculo continuó con una versión country de «Bad Romance». Rápidamente Gaga invitó al escenario a Lady Starlight y a la banda Semi Precious Weapons, con quienes cantó y bailó «Applause». Finalmente, la cantante cerró el concierto interpretando «Gypsy», presentación que fue dedicada a los dos fallecidos del día anterior en el festival. Durante todo el concierto, solo utilizó un bikini de color negro y una peluca rubia rasta. El 28 de marzo, Gaga dio inicio a su primera residencia de conciertos Lady Gaga Live at Roseland Ballroom, constando de un total de siete conciertos que finalizó el 7 de abril. Durante cada espectáculo, fueron interpretadas «Sexxx Dreams», «Dope», «Applause» y «G.U.Y.», además de incluirse «Artpop» en uno de los interludios. Adicionalmente, eran tocadas «Just Dance», «Bad Romance», «Born This Way», «Yoü and I» y otras canciones de The Fame, The Fame Monster y Born This Way. Durante el concierto del 2 de abril, fueron transmitidas las presentaciones de «Dope» y «G.U.Y.» en el programa Late Night with David Letterman.

## Controversias e impacto

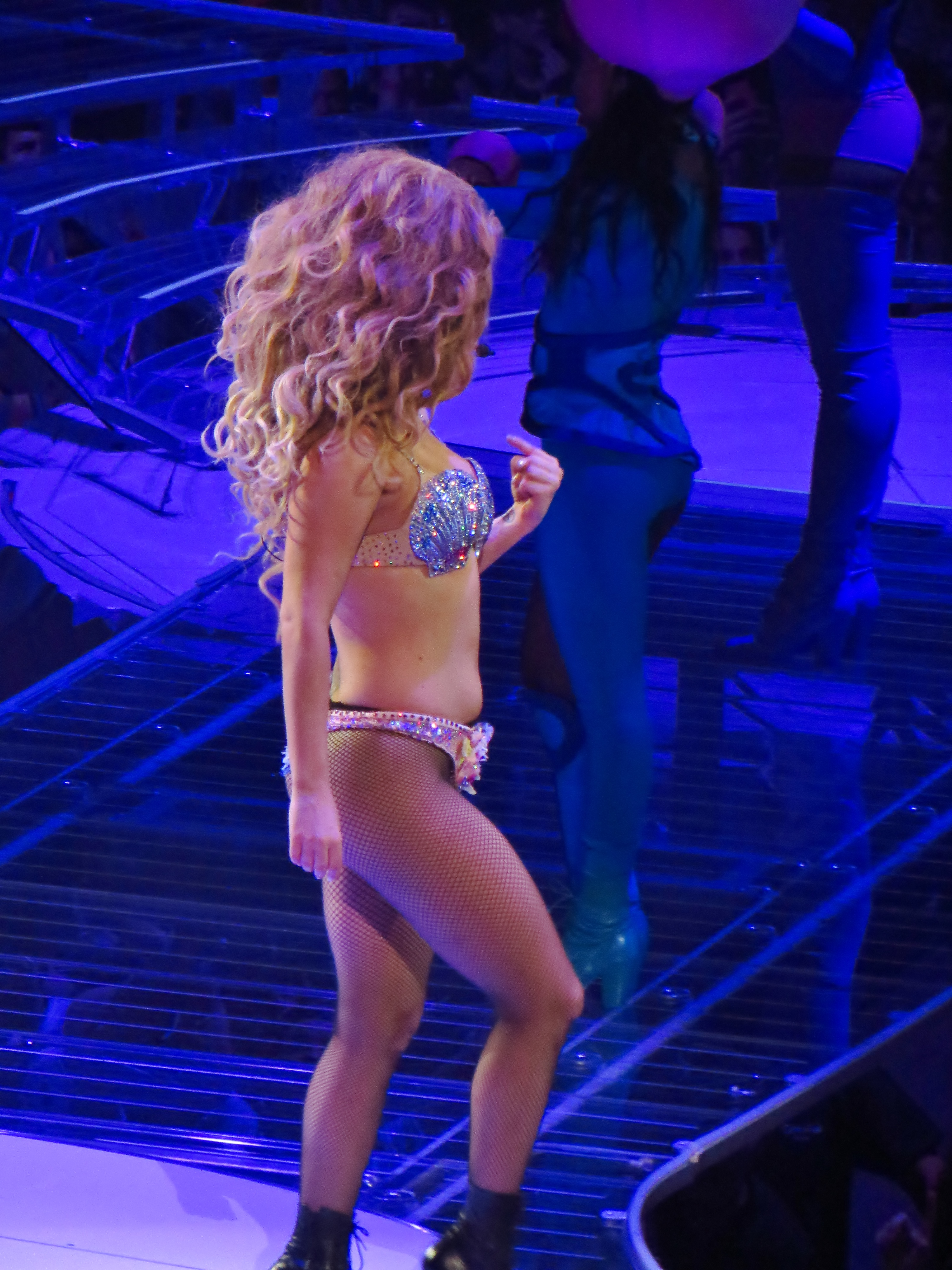
De acuerdo con la rapera Azealia Banks, el atuendo de conchas usado por Gaga en el videoclip de «Applause» y en su presentación para los MTV Video Music Awards fue una idea original suya. Por su parte, Gaga nunca se manifestó al respecto; por el contrario, utilizó el mismo atuendo para su presentación de «Venus» en The X Factor y en su Artrave: The Artpop Ball Tour

Desde los procesos de grabación hasta la culminación de la gira, Artpop generó gran número de controversias, que van desde debates con otros artistas hasta fuertes críticas por parte de la prensa. Una de las controversias más destacadas fueron las múltiples acusaciones que realizó la rapera Azealia Banks a Gaga; previamente, ambas habían trabajado juntas en dos canciones llamadas «Red Flame» y «Ratchet», pero por motivos desconocidos, ninguna figuró en la versión final del álbum. Tras ello, Banks comenzó a enviar varios comentarios negativos hacia Gaga vía Twitter. La rapera afirmó que la idea de vestirse como Venus en la presentación para los MTV Video Music Awards y en el videoclip de «Applause» había sido de ella y no de Gaga. Por consiguiente, la canción de mismo título también había sido una idea que se le había robado. Para respaldar sus acusaciones, Banks publicó de manera gratuita en YouTube su canción «Venus», la cual ella aseguró, había sido grabada mucho antes del lanzamiento de la de Gaga. Más tarde, después de la publicación del álbum debut de Banks, Broke with Expensive Taste, un admirador de la rapera preguntó sobre qué se trataba la canción «JFK», a lo que ella respondió: «"JFK" es sobre cierta estrella pop que le gusta robar mis ideas y pretender que fueron suyas». Esto generó intriga entre los medios, quienes aseguraban que era una clara acusación hacia Gaga. Sin embargo, la misma rapera aseguró que no se trataba de ella. Respecto a toda la controversia, Gaga expresó que no quería manifestarse mucho al respecto para no perjudicar a sus seguidores, por lo que lo único que dijo sobre las acusaciones era que Banks tenía «una mala actitud».
Otra de las controversias fue la supuesta guerra entre Gaga y la cantante Katy Perry. Ambas habían culminado la promoción de sus álbumes Born This Way y Teenage Dream, respectivamente, y planeaban lanzar nuevo material a finales de 2013. Por su parte, Perry lanzó «Roar», sencillo líder de su disco Prism, el 12 de agosto de ese mismo año, mientras que Gaga planeaba lanzar «Applause» el 19 del mismo mes. Sin embargo, tras las múltiples filtraciones de esta última, la intérprete tomó la inesperada decisión de adelantar el lanzamiento justamente una semana, coincidiendo con el día de lanzamiento de «Roar». Esto provocó varias comparaciones entre ambas canciones, principalmente entre los críticos y los seguidores de ambas cantantes, quienes querían determinar cuál canción era mejor y cuál sería más exitosa. Acto seguido, tanto Gaga como Perry interpretaron sus respectivas canciones por primera vez en vivo el 19 de agosto en los MTV Video Music Awards, hecho que generó aún más comparaciones y, al mismo tiempo, intriga en ver cuál canción debutaría más alto en el conteo semanal Billboard Hot 100. Al respecto, Gaga aseguró que los seguidores de ambas debían dar fin al conflicto y solo disfrutar de la música, porque ninguna de las dos sentía rivalidad contra la otra. En una entrevista con Andy Cohen, añadió: «Creo que es bastante injusto para cualquiera poner a luchar a una mujer contra otra, en especial en este espacio de la música, donde todas estamos tratando de ser tomadas en serio como mujeres». Además de los dos sencillos líderes, los medios compararon el rendimiento en ventas de Prism y Artpop, cuyos lanzamientos estuvieron separados por poco más de dos semanas. Cuando a Perry se le preguntó al respecto, negó que hubiese rivalidad entre ambas y afirmó: «A Gaga y a mí nos gusta evitar estas peleas publicitarias porque no es sano». Después de ello, ninguna volvió a pronunciarse sobre el tema, pese a que las comparaciones continuaron con la iniciación de The Prismatic World Tour y del Artrave: The Artpop Ball Tour. La controversia fue tal que la serie de televisión Glee realizó un episodio dirigido especialmente a la supuesta guerra, llamado «A Katy or a Gaga»; asimismo, la revista Billboard realizó un artículo llamado «¿Quién ha vendido más? ¿Katy Perry o Lady Gaga?», donde comparaban las ventas de ambas intérpretes en los Estados Unidos. Otros medios como MTV, Vanity Fair y Forbes también publicaron artículos exclusivos para comparar a ambas cantantes, desde sus ventas hasta las ganancias generadas y el impacto de cada una.

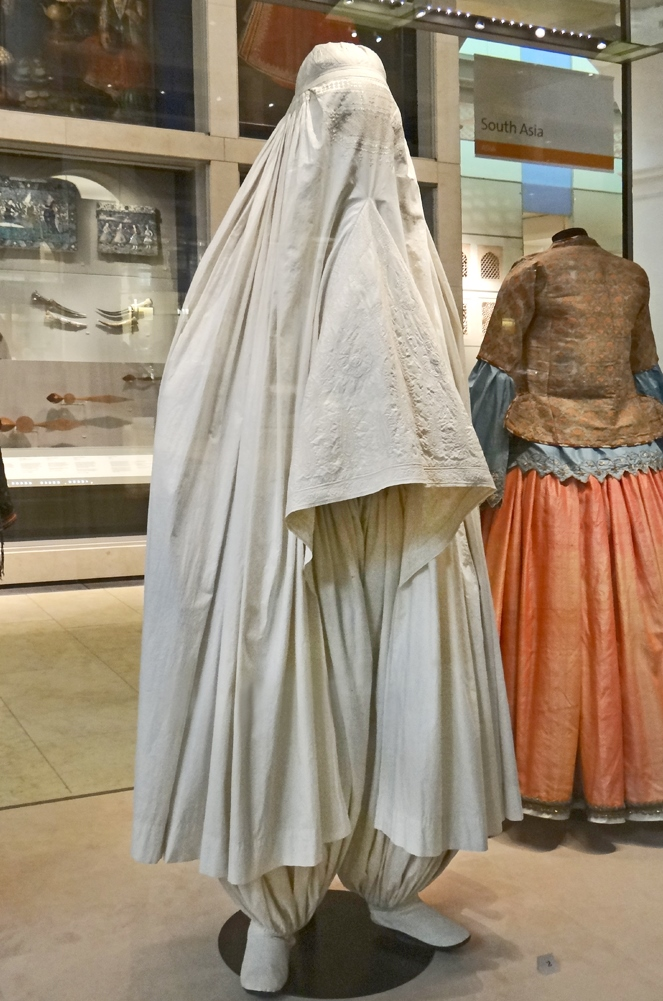
La mención del atuendo burka en «Aura» provocó quejas por parte de la comunidad musulmana por considerarse una falta de respeto hacia la religión del mundo islámico

Además de los enfrentamientos con otros artistas, Artpop generó un gran número de acusaciones de plagio a la cantante, más allá de las realizadas por Azealia Banks. En julio de 2013, tras haber salido la primera imagen promocional del álbum, Gaga fue acusada de copiar a Giorgio Moroder. Tras el lanzamiento de «Do What U Want», la canción recibió comparaciones con «The Deep» del dúo de música electrónica Dance with the Dead por el ritmo de ambas. Si bien Gaga no comentó nada, el grupo sí se manifestó vía Facebook y expresó que para ellos, ambas canciones no tenían similitud alguna. Misma situación ocurrió con «Artpop», que fue comparada con «Love You like a Love Song» de Selena Gomez & the Scene, mientras que «Applause» fue comparada con «Girl Gone Wild» de Madonna. La artista rusa Sasha Frolova intentó presentar una demanda por plagio en contra de la cantante luego de afirmar que Gaga había robado la idea principal de sus atuendos de látex usados en el Artrave: The Artpop Ball Tour. No obstante, Gaga había sido vetada por el gobierno ruso dos años antes tras los conciertos del Born This Way Ball Tour, por lo que la demanda no procedió. Además de las comparaciones, el contenido lírico de los temas fueron motivo de discusión. Tras la filtración de «Burqa» a principios de agosto de 2013, hubo protestas religiosas por parte de la comunidad musulmana por la mención del atuendo burka que usan las mujeres en aquellos países. Varios medios se pronunciaron al respecto y aseguraron que el mensaje de la canción era erróneo. Por ello, «Burqa» fue renombrada a «Aura» para la versión final del álbum. Durante el Born This Way Ball Tour, Gaga interpretó una canción llamada «Princess Die», la cual estaba inspirada en la trágica muerte de la princesa Diana de Gales. En Australia y el Reino Unido hubo quejas por parte de la prensa, quienes afirmaban que la canción formentaba el suicidio. Al respecto, Gaga comentó que se estaba esperando la controversia, pero no le interesaba puesto que Diana de Gales fue un personaje muy importante en su vida y la de su madre. Sin embargo, tras una discusión con su discográfica, «Princess Die» no figuró en la versión final de Artpop.
Además de las discusiones con otras artistas y las canciones del álbum, las presentaciones promocionales del álbum también generaron controversias. La presentación de «Swine» durante el concierto brindado por Gaga para el SXSW Festival, donde la artista Millie Brown vomitó pintura orgánica sobre la cantante, provocó cierta conmoción entre los medios y el público general, llamando la atención de la cantante Demi Lovato, quien acusó a Gaga de fomentar la bulimia, añadiendo además que describir algo como «artístico» no le daba la libertad de hacer cualquier cosa. Al respecto, Millie Brown respondió diciendo que no se estaba fomentando la bulimia, sino que simplemente usaba su cuerpo para «crear algo hermoso y sentirse fuerte». Una semana más tarde, durante una entrevista del programa Today, Gaga también respondió a los comentarios alegando que todo lo que hizo durante la actuación era «arte en su mayor expresión», y que el único fin de ello era entretener al público. La presentación de «Do What U Want» en Saturday Night Live también fue criticada por la prensa debido a que se le consideró «demasiado sexual» luego de que R. Kelly simulara tener sexo con Gaga mientras ella tocaba su entrepierna en repetidas ocasiones.
Pese a todo, el tema más comentado del álbum fue el debate que generaron sus ventas, las cuales fueron inferiores a las de The Fame (2008) y Born This Way (2011). Varios analistas de la industria musical realizaron reportes muy detallados dando razones de por qué el disco había, según ellos, «fracasado». Los primeros llegaron tras darse la noticia de que Artpop había debutado como número 1 del Billboard 200 con solo 258 mil copias, apenas una cuarta parte de las ventas de Born This Way en la misma lista; este hecho resultó en comparaciones negativas con Prism de Katy Perry y Bangerz de Miley Cyrus, los cuales solo unas semanas antes habían debutado con mayor número de copias. El escritor Jeremy Blacklow de Yahoo! culpó a la complejidad de los mensajes presentes en el álbum, así como a la «baja calidad de la música»; otro de los factores que destacó fue la mezcla de colaboradores, la cual mencionó, terminó en una «matriz discordante de canciones electrónicas». Por el contrario, Gil Kaufman de MTV defendió a Gaga al asegurar que hubo varios factores que influyeron en las ventas del disco, y que no se le debía juzgar por ello. El escritor entrevistó a Keith Caulfield, director de Billboard, quien afirmó que las circunstancias en las que se encontraban Born This Way y Artpop hacían que sus ventas no fuesen comparables. Explicó que Born This Way salió mientras Gaga se encontraba en «su época dorada», en la cual sus álbumes The Fame y The Fame Monster colocaron seis sencillos consecutivamente en el número 1 del conteo Pop Songs. Por su parte, Artpop se encontraba en una situación más difícil, puesto que las múltiples referencias sexuales del disco, así como su mención a las drogas, hacían que fuese menos accesible para el público general, que incluye niños y padres. Al igual que Blacklow de Yahoo!, Caulfield coincidió en que la complejidad de los mensajes del álbum harían que incluso sus admiradores perdieran el interés y simplemente esperarían otro lanzamiento. Además de esta polémica, las ventas provocaron una serie de rumores que afirmaban que Universal Music Group había experimentado pérdidas millonarias por las pocas ganancias de Interscope Records, sello discográfico de la cantante. Esto sin embargo fue más tarde desmentido. Los efectos de las críticas por las mencionadas ventas de Artpop repercutieron en el artRAVE: The ARTPOP Ball Tour, que también generó una serie de rumores que afirmaban que la venta de boletos era mínima. No obstante, esto fue desmentido por el mismo Arthur Fogel, dueño de Live Nation, compañía que promociona la gira.

## Posible secuela
Previo al lanzamiento de Artpop, la cantante había comentado a MTV en octubre de 2012 que planeaba dividir el álbum en dos volúmenes para separar las canciones «comerciales» y las «experimentales». Un año más tarde, tras la revelación del listado de pistas incluidas en Artpop, afirmó que ya había varios temas listos para el segundo volumen. Previo al comienzo del Artrave: The Artpop Ball Tour, en abril de 2014, Gaga concedió una entrevista a Ryan Seacrest donde dijo que muy probablemente dicha secuela existiría, y planeaba lanzarla pronto. Billboard especuló que ambos volúmenes podrían ser promocionados en la ya anunciada gira; sin embargo, ninguna pista especial figuró en el listado de canciones más que «Partynauseous» y «Ratchet». Durante el último trimestre de 2014, la intérprete comentó que se encontraba trabajando en un nuevo disco, totalmente independiente de Artpop. Sobre ello, aseguró que había tomado inspiración de todos los malos momentos que tuvo que pasar durante el período de promoción del álbum.
El 1 de abril de 2021, DJ White Shadow bromeó en Twitter por el Día de las bromas de abril acerca del lanzamiento de una canción inédita de Gaga titulada «Tea», la cual originalmente iba a ser incluida en un segundo volumen de Artpop. A raíz de ello, fue iniciada una petición a través de Change.org donde los seguidores de la artista pedían el lanzamiento de la secuela de Artpop. DJ White Shadow se manifestó al poco tiempo diciendo que si bien el período de realización del álbum fue «traumático» para él y Gaga, apreciaba el interés y la emoción por el trabajo; también añadió que quizá dicho material sería publicado algún día. La petición rápidamente acumuló 40 000 firmas y el álbum se disparó hasta las posiciones más altas de los más vendidos en iTunes, Amazon y otras tiendas alrededor del mundo. Ante la noticia, Gaga escribió una series de tuits donde habló sobre lo caótico que fue realizar el álbum y agradeció a sus seguidores por el gesto.

## Lista de canciones
- Edición estándar

| ARTPOP |                                                  | |          |  |
| N.º    | Título                                           | Escritor(es)                                                                                                 | Duración |  |
| 1.     | «Aura»                                           | Lady Gaga, Zedd, Erez Aizen y Amit Duvdevani                                                                 | 3:56     |  |
| 2.     | «Venus»                                          | Lady Gaga, DJ White Shadow, Madeon, Nick Monson, Sun Ra y Dino Zisis                                         | 3:54     |  |
| 3.     | «G.U.Y.»                                         | Lady Gaga y Zedd                                                                                             | 3:53     |  |
| 4.     | «Sexxx Dreams» ()                                | Lady Gaga, DJ White Shadow, DJ Snake y Martin Bresso                                                         | 3:35     |  |
| 5.     | «Jewels n' Drugs» (con T.I., Too Short y Twista) | Lady Gaga, DJ White Shadow, Too Short, Nick Monson, Twista, Dino Zisis y T.I.                                | 3:48     |  |
| 6.     | «Manicure»                                       | Lady Gaga, DJ White Shadow, Nick Monson y Dino Zisis                                                         | 3:20     |  |
| 7.     | «Do What U Want» (con R. Kelly)                  | Lady Gaga, DJ White Shadow, R. Kelly, DJ Snake y Martin Bresso                                               | 3:47     |  |
| 8.     | «ARTPOP»                                         | Lady Gaga, DJ White Shadow, Nick Monson y Dino Zisis                                                         | 4:08     |  |
| 9.     | «Swine»                                          | Lady Gaga, DJ White Shadow, Nick Monson y Dino Zisis                                                         | 4:29     |  |
| 10.    | «Donatella»                                      | Lady Gaga y Zedd                                                                                             | 4:25     |  |
| 11.    | «Fashion!»                                       | Lady Gaga, David Guetta, DJ White Shadow, will.i.am y Giorgio Tuinfort                                       | 4:00     |  |
| 12.    | «Mary Jane Holland»                              | Lady Gaga y Madeon                                                                                           | 4:38     |  |
| 13.    | «Dope»                                           | Lady Gaga, DJ White Shadow, Nick Monson y Dino Zisis                                                         | 3:42     |  |
| 14.    | «Gypsy»                                          | Lady Gaga, DJ White Shadow, RedOne y Madeon                                                                  | 4:09     |  |
| 15.    | «Applause»                                       | Lady Gaga, DJ White Shadow, DJ Snake, Julien Arias, Martin Bresso, Nicolas Mercier, Nick Monson y Dino Zisis | 3:32     |  |
| 59:16  |                                                  | |          |  |

| DVD adicional en edición de lujo |                                                               |          |  |
| N.º                              | Título                                                        | Duración |  |
| 1.                               | «Aura» (En vivo desde el iTunes Festival 2013)                | 7:36     |  |
| 2.                               | «Manicure» (En vivo desde el iTunes Festival 2013)            | 7:58     |  |
| 3.                               | «ARTPOP» (En vivo desde el iTunes Festival 2013)              | 8:37     |  |
| 4.                               | «Jewels n' Drugs» (En vivo desde el iTunes Festival 2013)     | 9:50     |  |
| 5.                               | «Sexxx Dreams» (En vivo desde el iTunes Festival 2013)        | 10:35    |  |
| 6.                               | «Swine» (En vivo desde el iTunes Festival 2013)               | 9:12     |  |
| 7.                               | «I Wanna Be with You» (En vivo desde el iTunes Festival 2013) | 12:10    |  |
| 8.                               | «Applause» (En vivo desde el iTunes Festival 2013)            | 5:19     |  |
| 1:00:26                          |                                                               |          |  |

### Otros formatos
- La edición exclusiva de Walmart incluye dos remezclas de «Applause», una realizada por DJ White Shadow y otra por Viceroy.[430]
- La edición estándar disponible para Japón contiene tres remezclas de «Applause», una por DJ White Shadow, una por Viceroy y otra por Empire of the Sun.[431] Por su parte, la edición de lujo del mismo país, además de contener el DVD grabado del iTunes Festival de 2013, incluye una entrevista exclusiva.[432]

## Posicionamiento en listas

### Semanales
| América           |                              |    |
| Canadá            | Canadian Albums              | 3  |
| Estados Unidos    | Billboard 200                | 1  |
| Estados Unidos    | Digital Albums               | 1  |
| Estados Unidos    | Dance/Electronic Albums      | 1  |
| México            | Mexican Albums Chart         | 1  |
| Asia              |                              |    |
| China             | Sino Chart                   | 4  |
| Corea del Sur     | Korea's Gaon Album Chart     | 3  |
| Japón             | Japan Albums                 | 1  |
| Taiwán            | Taiwanese Albums Chart       | 1  |
| Europa            |                              |    |
| Alemania          | German Albums Chart          | 3  |
| Austria           | Austrian Albums Chart        | 1  |
| Bélgica (Flandes) | Ultratop 200 Albums          | 2  |
| Bélgica (Valonia) | Ultratop 200 Albums          | 2  |
| Croacia           | Croatian Top 40 Albums Chart | 1  |
| Dinamarca         | Danish Albums Chart          | 5  |
| Escocia           | Scottish Albums Chart        | 1  |
| España            | Spanish Albums Chart         | 3  |
| Finlandia         | Finnish Albums Chart         | 3  |
| Francia           | French Albums Chart          | 3  |
| Grecia            | IFPI Albums Sales Chart      | 4  |
| Hungría           | Top 40 album- lista          | 17 |
| Irlanda           | Irish Albums Chart           | 2  |
| Italia            | Italian Albums Chart         | 2  |
| Noruega           | Norwegian Albums Chart       | 4  |
| Países Bajos      | Dutch Albums Top 100         | 4  |
| Polonia           | Polish Albums Chart          | 8  |
| Portugal          | Portuguese Albums Chart      | 4  |
| Reino Unido       | UK Albums Chart              | 1  |
| República Checa   | Czech Albums Chart           | 3  |
| Rusia             | Russia Top 25 Albums         | 1  |
| Suecia            | Swedish Albums Chart         | 6  |
| Suiza             | Swiss Albums Chart           | 2  |
| Oceanía           |                              |    |
| Australia         | Australian Albums Chart      | 2  |
| Nueva Zelanda     | New Zealand Albums Chart     | 2  |

### Sucesión en listas
| Predecesor: Love de Arashi                      | Japan Albums — Álbum número 1 11 de noviembre de 2013 — 18 de noviembre de 2013          | Sucesor: Avril Lavigne de Avril Lavigne      |
| Predecesor: The Marshall Mathers LP 2 de Eminem | Scottish Albums Chart — Álbum número 1 17 de noviembre de 2012 — 23 de noviembre de 2013 | Sucesor: Swings Both Ways de Robbie Williams |
| Predecesor: The Marshall Mathers LP 2 de Eminem | UK Albums Chart — Álbum número 1 17 de noviembre de 2012 — 23 de noviembre de 2013       | Sucesor: Swings Both Ways de Robbie Williams |
| Predecesor: The Marshall Mathers LP 2 de Eminem | Austrian Albums Chart — Álbum número 1 22 de noviembre de 2013 — 29 de noviembre de 2013 | Sucesor: Swings Both Ways de Robbie Williams |
| Predecesor: The Marshall Mathers LP 2 de Eminem | Billboard 200 — Álbum número 1 23 de noviembre de 2013 — 30 de noviembre de 2013         | Sucesor: The Marshall Mathers LP 2 de Eminem |
| Predecesor: The Marshall Mathers LP 2 de Eminem | Digital Albums — Álbum número 1 23 de noviembre de 2013 — 30 de noviembre de 2013        | Sucesor: The Marshall Mathers LP 2 de Eminem |
| Predecesor: Matangi de M.I.A.                   | Dance/Electronic Albums — Álbum número 1 23 de noviembre de 2013 — 8 de febrero de 2014  | Sucesor: Random Access Memories de Daft Punk |

### Certificaciones
| América                                   |                                           |                                           |           |          |         |
| Argentina                                 | CAPIF                                     | Oro                                       | 20 000    | ●        | [ 174 ] |
| Brasil                                    | ABPD                                      | Platino                                   | 40 000    | ▲        | [ 173 ] |
| Canadá                                    | CRIA                                      | Platino                                   | 80 000    | ▲        | [ 25 ]  |
| Colombia                                  | ASINCOL                                   | Oro                                       | 5000      | ●        | [ 175 ] |
| Estados Unidos                            | RIAA                                      | Platino                                   | 1 000     | ▲        | [ 166 ] |
| México                                    | AMPROFON                                  | Platino + Oro                             | 90 000    | ▲ + ●    | [ 26 ]  |
| Asia                                      |                                           |                                           |           |          |         |
| Corea del Sur                             | KMCIA                                     | Oro                                       | 5000      | ●        | [ 207 ] |
| Japón                                     | RIAJ                                      | Platino                                   | 250 000   | ▲        | [ 199 ] |
| Europa                                    |                                           |                                           |           |          |         |
| Austria                                   | IFPI — Austria                            | Oro                                       | 7500      | ●        | [ 176 ] |
| España                                    | PROMUSICAE                                | Oro                                       | 20 000    | ●        | [ 186 ] |
| Finlandia                                 | IFPI — Finlandia                          | Oro                                       | 10 000    | ●        | [ 187 ] |
| Francia                                   | SNEP                                      | Platino                                   | 100 000   | ▲        | [ 436 ] |
| Hungría                                   | MAHASZ                                    | Oro                                       | 1000      | ●        | [ 197 ] |
| Italia                                    | FIMI                                      | Oro                                       | 30 000    | ●        | [ 437 ] |
| Polonia                                   | ZPAV                                      | Oro                                       | 10 000    | ●        | [ 194 ] |
| Noruega                                   | IFPI — Noruega                            | Oro                                       | 10 000    | ●        | [ 438 ] |
| Reino Unido                               | BPI                                       | Oro                                       | 100 000   | ●        | [ 34 ]  |
| Suecia                                    | IFPI — Suecia                             | Oro                                       | 20 000    | ●        | [ 27 ]  |
| Suiza                                     | IFPI — Suiza                              | Platino                                   | 20 000    | ▲        | [ 439 ] |
| Oceania                                   |                                           |                                           |           |          |         |
| Australia                                 | ARIA                                      | Oro                                       | 35 000    | ●        | [ 440 ] |
| Total de ventas certificadas en 19 países | Total de ventas certificadas en 19 países | Total de ventas certificadas en 19 países | 1 818 500 | 7▲ y 14● |         |

### Anuales
| País              | Lista                    | Posición |      |      |      |      |      |
| 2013              | 2013                     | 2013     | 2013 | 2013 | 2013 | 2013 | 2013 |
| ----------------- | ------------------------ | -------- | ---- | ---- | ---- | ---- | ---- |
| Australia         | Australian Albums Chart  | 72       |      |      |      |      |      |
| Bélgica (Flandes) | Ultratop 200 Albums      | 110      |      |      |      |      |      |
| Bélgica (Valonia) | Ultratop 200 Albums      | 88       |      |      |      |      |      |
| Corea del Sur     | Korea's Gaon Album Chart | 20       |      |      |      |      |      |
| Estados Unidos    | Billboard 200            | 103      |      |      |      |      |      |
| Estados Unidos    | Dance/Electronic Albums  | 2        |      |      |      |      |      |
| Hungría           | Top 40 album- lista      | 57       |      |      |      |      |      |
| Japón             | Japanese Albums          | 45       |      |      |      |      |      |
| México            | Mexican Albums Chart     | 23       |      |      |      |      |      |
| Suecia            | Swedish Albums Chart     | 54       |      |      |      |      |      |
| Suiza             | Swiss Albums Chart       | 74       |      |      |      |      |      |
| 2014              |                          |          |      |      |      |      |      |
| Canadá            | Canadian Albums          | 23       |      |      |      |      |      |
| China             | Sino Chart (general)     | 19       |      |      |      |      |      |
| China             | Sino Chart (occidental)  | 3        |      |      |      |      |      |
| Estados Unidos    | Billboard 200            | 34       |      |      |      |      |      |
| Estados Unidos    | Dance/Electronic Albums  | 1        |      |      |      |      |      |
| Japón             | Japanese Albums          | 33       |      |      |      |      |      |
| Suecia            | Swedish Albums Chart     | 65       |      |      |      |      |      |

## Premios y nominaciones
Premios recibidos por Artpop:
| Año  | Premiación                   | Trabajo nominado | Categoría                        | Resultado | Ref.    |
| ---- | ---------------------------- | ---------------- | -------------------------------- | --------- | ------- |
| 2014 | Billboard Music Awards       | Artpop           | Mejor álbum de dance/electrónica | Nominado  | [ 221 ] |
| 2014 | Japan Gold Disc Music Awards | Artpop           | Mejor álbum internacional        | Ganador   | [ 50 ]  |

## Historial de lanzamientos
| País           | Fecha                   | Formato                    | Discográfica                    | Ref.    |
| -------------- | ----------------------- | -------------------------- | ------------------------------- | ------- |
| Japón          | 6 de noviembre de 2013  | CD, descarga digital y DVD | Interscope Records              | [ 1 ]   |
| Australia      | 8 de noviembre de 2013  | CD, descarga digital y DVD | Interscope Records              | [ 449 ] |
| Alemania       | 8 de noviembre de 2013  | CD, descarga digital y DVD | Interscope Records              | [ 450 ] |
| Brasil         | 8 de noviembre de 2013  | Descarga digital           | Interscope Records              | [ 451 ] |
| Francia        | 8 de noviembre de 2013  | Descarga digital           | Interscope Records              | [ 452 ] |
| Italia         | 8 de noviembre de 2013  | Descarga digital           | Interscope Records              | [ 453 ] |
| Reino Unido    | 8 de noviembre de 2013  | Descarga digital           | Polydor Records                 | [ 454 ] |
| Canadá         | 11 de noviembre de 2013 | CD y descarga digital      | Interscope y Streamline Records | [ 455 ] |
| Estados Unidos | 11 de noviembre de 2013 | CD y descarga digital      | Interscope y Streamline Records | [ 456 ] |
| México         | 11 de noviembre de 2013 | CD y descarga digital      | Interscope y Streamline Records | [ 457 ] |
| Francia        | 11 de noviembre de 2013 | CD y DVD                   | Interscope y Streamline Records | [ 458 ] |
| Reino Unido    | 11 de noviembre de 2013 | CD y DVD                   | Polydor Records                 | =       |
| Italia         | 12 de noviembre de 2013 | CD y DVD                   | Interscope Records              | [ 459 ] |
| Polonia        | 12 de noviembre de 2013 | CD                         | Interscope Records              | [ 460 ] |
| China          | 21 de enero de 2014     | CD                         | Interscope Records              | =       |
| Estados Unidos | 18 de febrero de 2014   | Disco de vinilo            | Interscope Records              | .       |
| Alemania       | 21 de febrero de 2014   | Disco de vinilo            | Interscope Records              | [ 461 ] |
| Australia      | 21 de febrero de 2014   | Disco de vinilo            | Interscope Records              | [ 462 ] |
| Francia        | 3 de marzo de 2014      | Disco de vinilo            | Interscope Records              | [ 463 ] |
| Reino Unido    | 3 de marzo de 2014      | Disco de vinilo            | Polydor Records                 | =       |

## Créditos y personal
| - Lady Gaga: artista principal, voz, coros, composición, producción, productor ejecutivo, guitarra, piano, sintetizadores y arreglos adicionales - Doug Aldrich: guitarra - Julien Arias: composición - George Atkins: ingeniería - Sam Biggs: Asistente de ingeniería - Paul Blair: composición, producción y productor ejecutivo - Delbert Bowers: asistente de mezcla - Martin Bresso: composición - Elliot Carter: ingeniería - Jon Castelli: mezcla - David Covell: asistente - Dennis Dennehy: publicidad - Sonja Durham: voice-over - Amit Duvdevani: composición - Lisa Einhorn-Gilder: coordinación de producción - Erez Eisen: composición - Sean Erick: trompa - Steve Faye: asistente de ingeniería - Chris Galland: asistente de mezcla - Natalie Ganther: coros - Nicole Ganther: coros - Abel Garibaldi: ingeniero vocal - Lyon Gray: coros - William Grigahcine: composición - Gene Grimaldi: masterización - David Guetta: composición y producción - T.I.: artista colaborador y composición - Vincent Herbert: A&R y productor ejecutivo - Justin Hergett: mezcla - Ryan Hewitt: ingeniería - Ghazi Hourani: ingeniería, mezcla y asistente - Infected Mushroom: producción - Interscope Records: sello discográfico - R. Kelly: artista colaborador y composición - Jeff Koons: portada y diseño de paquete - Jason Lader: editor digital, ingeniería y teclado - Hugo Leclercq: composición, producción, arreglista, batería, mezcla y sintetizadores - Donnie Lyle: bajo eléctrico y director musical - Eric Lynn: asistente de grabación - Adam MacDougall: teclado - Bill Malina: ingeniería y mezcla - Manny Marroquin: mezcla | - Tony Maserati: mezcla - Nicolas Mercier: composición - Ian Mereness: ingeniería vocal - Nick Monson: composición, bajo eléctrico, producción, arreglos de guitarra y sintetizadores - Marta Navas: administración en A&R - Sean Oakley: ingeniería - Jennifer Paola: administración en A&R - Rick Pearl: programación - Julian Peploe: plan de texto - Polydor Records: sello discográfico - Sun Ra: composición y artista sampleado - RedOne: composición y producción - Benjamin Rice: grabación, asistente de mezcla y grabación, asistente de programación - Pierre-Luc Rioux: guitarra - Andrew Robertson: producción y asistente de ingeniería - Rick Rubin: producción - Dave Russell: ingeniería y mezcla - Andrew Scheps: mezcla - Ryan Shanahan: asistente de mezcla - Zane Shoemake: asistente - Leon Silva: trompa - Amanda Silverman: publicidad - Joshua Smith: asistente - Tim Stewart: guitarra - Streamline Records: sello discográfico - Jesse Taub: asistente de mezcla - Austin Thomas: asistente de ingeniería - Ricky Tillo: guitarra - JoAnn Tominaga: arreglos e instrumentación - Too $hort: artista colaborador y composición - Giorgio Tuinfort: composición, producción, ingeniería, instrumentación, piano y programación - Twista: artista colaborador y composición - Jeanne Venton: administración en A&R - Will.i.am: composición, producción, coros, instrumentación, programación e ingeniería vocal - Kevin Williams: trompa - Daniel Zaidenstadt: ingeniería - Zedd: composición, producción y mezcla - Dino Zisis: composición, producción y mezcla - Zombie Zombie: artista sampleado |

Nota: Créditos adaptados a la edición estándar del álbum y proporcionados por Allmusic.